# Liste der Stolpersteine in Willich
Die Liste der Stolpersteine in Willich enthält alle Stolpersteine, die im Rahmen des gleichnamigen Projekts von Gunter Demnig in Willich verlegt wurden. Sie erinnern an Opfer des Nationalsozialismus, die in Willich lebten und wirkten.

## Zum Kontext
Im Oktober und Dezember 1941 wurden Juden mit ihren Kindern in das Ghetto Litzmannstadt und in das Ghetto Riga deportiert.
Am 25. Juli 1942 wurden „privilegierte Juden“ (ein in der Literatur gängiger Begriff) deportiert, die bis dahin verschont geblieben waren: Juden über 65 Jahren, Schwerkriegsbeschädigte, solche mit Kriegsauszeichnungen sowie Halbjuden und Juden aus Mischehen.
Am Mittag des 25. Juli 1942 startete am Bahnhof Düsseldorf-Derendorf ein Zug, in dem 1000 Juden ins Ghetto Theresienstadt in Nordböhmen deportiert wurden. Davon überlebten nur 61 den Holocaust. In dem Zug waren auch neun Juden aus Anrath, Schiefbahn und Willich; keiner von ihnen überlebte.

## Verlegte Stolpersteine
- Karte mit allen Koordinaten:
- OSM |
- WikiMap

Hinweise zur Benutzung der Auflistung:
Die Liste führt die verlegten Stolpersteine auf, nennt Namen und Lebensdaten der Person, Ort und Datum der Verlegung, die auf dem Stein zu lesende Inschrift und zeigt jeweils ein Foto des beschriebenen Stolpersteins. Dazu führt die Liste Informationen zur Person auf sowie, in den Fußnoten, auch Informationen zu den genannten verwandten Personen.
- Die Liste ist teils sortierbar gestaltet. Die Sortierung nach dem Alphabet wird durch das Anklicken der beiden Dreiecke in den Spalten erreicht.
- Mit ♁ (Lage) oder der Weltkugel lassen sich die Koordinaten mit Kartendiensten anzeigen.
- Hochgestellte Zahlen im Text bedeuten einen Link: Hochgestellte Zahlen in eckigen Klammern verweisen auf einen Einzelnachweis (Beleg) für die Information.
- Blau hinterlegte Wörter sind als Links zu anderen Wikipediaartikeln oder auch als Links innerhalb dieser Liste hinterlegt.

### StadtteilAnrath
| Adresse                 | Verlege- datum | Person, Inschrift | Bild | Anmerkung |
| ----------------------- | -------------- | --- | ---- | --- |
| Gartenstraße 2 ·        | 9. Dez. 2013   | Hier inhaftiert Adelheid Laubinger Jg. 1901 Verhaftet 1942 Ravensbrück Deportiert 1943 Auschwitz-Birkenau Mauthausen Bergen-Belsen Befreit/Überlebt |      | Adelheid Laubinger gehörte zum Volksstamm der Sinti und Roma. Sie war verheiratet mit dem Handelsmann Julius Laubinger. 1932 saß sie im Zuchthaus Anrath und brachte dort ihren Sohn Günter zur Welt. Das bei ihrem Namen stehende Kürzel „B.V.“ steht für Berufsverbrecherin. Auf welche Tat ihr Aufenthalt im Zuchthaus zurückzuführen war, konnte leider nicht geklärt werden. 1942 wurde sie von der Berliner Kriminalpolizei verhaftet und nach Ravensbrück gebracht. Anschließend war sie in den Konzentrationslagern Auschwitz, Bergen-Belsen und Mauthausen. Adelheid Laubinger überlebte alle Lager und Todesmärsche. 1947 starb sie jedoch an den dabei erlittenen Qualen. (Quelle: Stadtarchiv Willich) |
| Gartenstraße 2 ·        | 9. Dez. 2013   | Hier geboren Günter Laubinger Jg. 1932 Deportiert 1943 Auschwitz-Birkenau Ermordet 24.3.1944                                                        |      | Am 24. September 1932 brachte Adelheid Laubinger, geborene Franz, im Anrather Gefängnis einen Sohn namens Günter auf die Welt. Sowohl die Mutter als auch der Väter, der Händler Julius Laubinger, gehörten zur Volksgruppe der Sinti und Roma. Am 23. März 1943 wurde Günter Laubinger mit einem Transport von Sinti und Roma nach Auschwitz gebracht. Seine Häftlingsnummer war Z-5068. Im selben Transport befand sich auch sein Vater Julius. Seine Mutter Adelheid war bereits fünf Tage zuvor deportiert worden. Am 24. März 1944 starb Günter Laubinger im Vernichtungslager Birkenau. (Quelle: Stadtarchiv Willich) |
| Gartenstraße 2 ·        | 19. Dez. 2016  | Hier inhaftiert Karl Gustav Hackelberg Jg. 1923 Belgier 'Schutzhaft’ 1943 Tot 14.4.1943 Umstände nie geklärt                                        |      | Karl Gustav Hackelberg (* 28.07.1923 in Köln), von Beruf Schneider. Er emigrierte/floh nach Brüssel, wurde dort gefasst und als sogenannter „Schutzhäftling“ im Anrather Gefängnis gefangengehalten. Dort starb er am 14. April 1943 an einem Blutsturz. |
| Gartenstraße 2 ·        | 19. Dez. 2016  | Hier inhaftiert Dr. Emil Hirsch Jg. 1876 'Schutzhaft’ 1943 Tot 11.10.1932 Umstände nie geklärt                                                      |      | Der am 02.09.1875 geborene Emil Hirsch stammte aus Rügenwalde in Pommern und hatte als Arzt und Dozent in Berlin gelebt. Er starb am 11. Oktober 1943 als sogenannter „Schutzhäftling“ im Anrather Gefängnis, als Todesursache wurde Kreislaufversagen angegeben. |
| Gartenstraße 2 ·        | 19. Dez. 2016  | Hier inhaftiert Simon Herbst Jg. 1905 Verhaftet 1943 Gefängnis Trier Gefängnis Anrath Tot 12.12.1943 Umstände nie geklärt                           |      | Der am 3.11.1905 geborene Kraftfahrer Simon Herbst lebte in Berlin. Er starb als sogenannter „Schutzhäftling“ am 12. Dezember 1943 im Anrather Gefängnis an Lungenentzündung, seine Frau Jita und seine Eltern waren ins französische Limoges emigriert. |
| Jakob-Krebs-Straße 39 · | 8. Dez. 2014   | Hier wohnte Irma Servos Geb. Strauss Jg. 1893 Flucht 1939 USA                                                                                       |      | Geboren als deutschstämmige Jüdin am 24. Mai 1985 in San Francisco, heiratete am 7. Januar 1921 Ferdinand Servos in Hamburg. Umzug nach Anrath, hier wurde auch der Sohn Arthur geboren. Nach der Verhaftung von Ferdinand am 10. November 1938 in Bremerhaven wanderte die Familie am 28. Oktober 1939 nach New York aus. Irma Servos starb am 23. Juni 1975 in Florida. (Quelle: Stadtarchiv Willich) |
| Jakob-Krebs-Straße 39 · | 8. Dez. 2014   | Hier wohnte Arthur Servos Jg. 1921 Flucht 1939 USA                                                                                                  |      | Geboren 1921 als Sohn von Ferdinand und Irma Servos, Emigration nach New York (Ankunft am 10. November 1939). Arthur trat am 26. Oktober 1942 in die US Army ein und diente im Zweiten Weltkrieg als Sergeant im Pazifik. 1951 heiratete er Eileen Grossmann. Am 3. Februar 1964 starb er bei einem Flugzeugabsturz in Alachua (Florida); er wurde auf dem jüdischen Friedhof in Gainesville (Florida) begraben. (Quelle: Stadtarchiv Willich) |
| Jakob-Krebs-Straße 39 · | 8. Dez. 2014   | Hier wohnte Jenny Levi-Servos Jg. 1897 Flucht 1939 Holland Interniert Westerbork Deportiert 1943 Sobibor Ermordet 28.5.1943                         |      | Jenny Servos war das jüngste der sechs Kinder des Anrather Juden Meier Servos und Fanny Abraham. 1924 gründete sie mit ihrer Freundin Josefine Derks das Textileinzelhandelsgeschäft „Servos und Derks“ im elterlichen Haus Bahnstraße 39. Josefine Derks war nach gewerberechtlichen Bestimmungen die alleinige Eigentümerin, Jenny Servos stellte die Räumlichkeiten zur Verfügung. Obwohl Jenny Servos nach der Machtübernahme der Nationalsozialisten aus dem Geschäft ausschied, wurde es weiter als „jüdisches Geschäft“ angesehen. Die örtliche Parteileitung rief zum Boykott auf, es wurde gewarnt, dort einzukaufen. Im April 1938 zog Jenny zu ihrem Bruder Max nach Krefeld, 1939 emigrierte sie in die Niederlande. Josefine Derks war ihr dabei behilflich, Mobiliar und Einrichtungsgegenstände über die Grenze zu schaffen. Über Den Haag kam sie nach Amsterdam, wo sie Louis Levi heiratete. Sie wohnte dort unter dem Namen Jenny Levi-Servos im Haus Bronckhorststraat 34. Am 25. Mai 1942 wurde sie von Westerbork ins Vernichtungslager Sobibor deportiert, wo sie am 28. Mai ermordet wurde. (Quelle: Stadtarchiv Willich)                  |
| Jakob-Krebs-Straße 39 · | 8. Dez. 2014   | Hier wohnte Ferdinand Servos Jg. 1888 'Schutzhaft’ 1938 Sachsenhausen Flucht 1939 USA                                                               |      | Ferdinand Servos wurde 1888 als ältester Sohn des Juden Meier Servos und seiner Frau Fanny (geb. Abraham) in Anrath geboren. Er lebte mit Eltern und fünf Geschwistern im Haus Bahnstraße 39. Am 7. Januar 1921 heiratete er in Hamburg Irma Strauss, das Ehepaar lebte anschließend im Anrather Elternhaus, dort wurde auch 1921 der gemeinsame Sohn Arthur geboren. 1925 übertrug er seinen Anteil am Erbe der Eltern seiner jüngeren Schwester Jenny. Am 10. November 1938 wurde er in Bremerhaven verhaftet und in das Gefängnis Wesermünde gebracht, anschließend im KZ Oranienburg interniert. Am 28. Oktober 1939 wanderte er mit Frau und Sohn über Antwerpen nach New York aus. Als Ziel wurde Emil Liffmann angegeben, der in der Bronx wohnte. Sein Tod wurde von Irma 1945 in der deutschsprachigen Zeitung „Aufbau“ bekannt gegeben. (Quelle: Stadtarchiv Willich) |
| Jakob-Krebs-Straße 59 · | 9. Dez. 2016   | Hier wohnte Erna Haas Geb. Servos Jg. 1900 Flucht 1938 England USA Überlebt                                                                         |      | Erna Servos, geboren 1900, war das sechste Kind des Anrather Juden Moses Servos und der Klara Kaufmann. Sie lebte mit ihren Eltern und ihrer Schwester im Haus Bahnstraße 59, später dann Bahnstraße 34, und arbeitete zeitweilig als Hausdame. Sie heiratete einen Ludwig Haas und zog mit ihm im Januar 1936 nach Köln-Marienburg. Im März 1938 stellte Erna dann einen Antrag mit dem Ziel, nach England/Lostwithiel auszuwandern. Im Mai 1938 verließ sie Anrath. Am 31. Oktober 1939 wurde ihr die deutsche Staatsangehörigkeit entzogen. Über ihren weiteren Lebensweg ist leider nichts bekannt. (Quelle: Stadtarchiv Willich) |
| Jakob-Krebs-Straße 59 · | 9. Dez. 2016   | Hier wohnte Helene Servos Jg. 1898 Flucht 1938 Belgien Interniert Drancy Deportiert 1942 Ermordet 11.9.1942 Auschwitz                               |      | Helene Servos war die Tochter des Anrather Juden Moses Servos und der Klara Kaufmann. Sie war ledig und wohnte im Haus Bahnstr. 59. Zusammen mit ihrer Schwester beantragte sie einen Reisepass zum Zwecke der Auswanderung nach Holland, der ihr wahrscheinlich aber nicht erteilt wurde. Am 17. Juli 1939 zog sie nach Krefeld und wohnte dort im Haus Langemarckstraße 243. Von dort aus emigrierte sie im Oktober 1939 nach Belgien. Von Drancy in Frankreich aus wurde Helene Servos am 10. August 1942 nach Auschwitz deportiert, Dort wurde sie am 11. September 1942 ermordet. 1951 wurde sie vom Amtsgericht Krefeld offiziell für tot erklärt. (Quelle: Stadtarchiv Willich) |
| Jakob-Krebs-Straße 68 · | 9. Dez. 2013   | Hier wohnte Friederike Cohen Jg. 1881 Deportiert 1941 Riga Schicksal unbekannt                                                                      |      | Friederike Cohen wurde am 22.08.1881 in Anrath als Tochter der Anratherin Rosa Katz und des Handelsmanns Jakob Cohen (aus Dingden bei Münster) geboren, sie hatte elf Geschwister. Sie blieb zeit ihres Lebens ledig und wohnte zuletzt mit ihrer Schwester Henriette im Haus Bahnstraße 68. Am 11. Dezember 1941 wurde sie nach Riga deportiert, nach dem Krieg für tot erklärt. (Quelle: Stadtarchiv Willich) |
| Jakob-Krebs-Straße 68 · | 9. Dez. 2013   | Hier wohnte Henriette Cohen Jg. 1878 Deportiert 1941 Riga Schicksal unbekannt                                                                       |      | Henriette Cohen wurde am 20.11.1878 in Anrath als Tochter der Anratherin Rosa Katz und dem Handelsmann Jakob Cohen (aus Dingden bei Münster) geboren, sie hatte elf Geschwister. Sie blieb zeit ihres Lebens ledig und wohnte zuletzt mit ihrer Schwester Friederike im Haus Bahnstraße 68. Am 11. Dezember 1941 wurde sie nach Riga deportiert, nach dem Krieg für tot erklärt. (Quelle: Stadtarchiv Willich) |
| Kirchplatz 4-6 ·        | 13. März 2014  | Hier wohnte Charlotte Servos Geb. Sabel Jg. 1914 Deportiert 1941 Riga Ermordet 22.10.1944 Stutthof                                                  |      | Charlotte Servos wurde am 15. September 1914 als Tochter von Georg und Rosa Sabel in Krefeld geboren und wuchs dort mit ihren Geschwistern Julius und Frieda auf. Julius und Frieda flohen 1939 nach Litauen, Charlotte blieb wohl wegen ihrer Beziehung mit dem Anrather Fritz Servos in Krefeld. Gemeinsam mit ihrem Ehemann und ihren Eltern wurde sie am 11. Dezember 1941 nach Riga deportiert und kam am 22.10.1944 im KZ Stutthof um. (Quelle: Stadtarchiv Willich) |
| Kirchplatz 4-6 ·        | 13. März 2014  | Hier wohnte Ella Servos Jg. 1908 Flucht 1938 England Überlebt                                                                                       |      | Ella Servos (geb. 12. Februar 1908) war das älteste Kind des Anrather Juden Max „Öler“ Servos und der Rosa Rosenberg. Sie hatte zwei Geschwister, Fritz (* 1909) und Meta (* 1919). Ella wohnte bei ihren Eltern im Haus Kirchplatz 5. Im April 1939 beantragte sie die Auswanderung nach England. Noch im selben Monat verließ sie Anrath und reiste nach Fowey/Cornwall. Im Jahre 1940 wurde Ella Servos offiziell ausgebürgert. (Quelle: Stadtarchiv Willich) |
| Kirchplatz 4-6 ·        | 13. März 2014  | Hier wohnte Fritz Servos Jg. 1909 Deportiert 1941 Riga Ermordet 1944 Buchenwald                                                                     |      | Fritz Servos (geb. 07. September 1909 in Willich) war der Sohn von Max Servos und Rosa Rosenberg. Er hatte zwei Schwestern, Ella und Meta. Fritz Servos lebte bei seinen Eltern im Gebäude Kirchplatz 5. Er arbeitete als Kaufmännischer Angestellter in der Tuchfabrik Jakob Krebs. 1939 beantragte er bei der Auswanderungsstelle einen Reisepass für die Ausreise nach Schanghai, wahrscheinlich wurden seine Ausreisepläne durch den Kriegsausbruch zunichtegemacht. Am 29. November 1941 heiratete er die in Krefeld lebende Hilfsarbeiterin Charlotte Sabel (* 15. September 1914 in Krefeld). Von Anrath aus wurden Fritz Servos und seine Frau am 11. Dezember 1941 ins Ghetto nach Riga deportiert. Dort sahen ihn mehrere im Osten dienende Anrather Soldaten, u. a. Heinrich Bontenakels. Nach der Liquidation des Ghettos Riga wurde er 1944 über Stutthof in das KZ Buchenwald deportiert, wo er wahrscheinlich ermordet wurde. Seine Frau Charlotte starb am 22. Oktober 1944 im KZ Stutthof. (Quelle: Stadtarchiv Willich) |
| Kirchplatz 4-6 ·        | 13. März 2014  | Hier wohnte Max Servos Jg. 1877 Deportiert 1942 Theresienstadt Tot 3.3.1944                                                                         |      | Max Servos wurde m 09.01.1877 als zweiter Sohn von Joseph Servos und Sibilla Frenkel geboren. Er heiratete die aus Ahlen stammende Rosa Rosenberg. Das Ehepaar hatte drei Kinder: Ella (* 1908), Fritz (* 1909) und Meta (* 1918). Die Familie wohnte im Haus Kirchplatz 5-7. Max Servos führte ein Konfektionsgeschäft, in dem er Manufakturwaren und Berufskleidung verkaufte. Außerdem betrieb er einen Ölhandel, weshalb er in Anrath auch unter dem Namen „Der Öler“ bekannt war. Max Servos war Kriegsteilnehmer im Ersten Weltkrieg und erhielt dabei das Eiserne Kreuz. Er war stark im gesellschaftlichen Leben Anraths verwurzelt, gehörte 1899 zu den Gründern des Turnvereins Anrath und war Mitglied der Anrather Bürgerschützengesellschaft. Die Töchter Ella und Meta emigrierten 1939 nach England; Max, seine Frau und Sohn Fritz blieben in Anrath. Max und Rosa Servos wurden am 25. Juli 1942 nach Theresienstadt deportiert. Sie starb dort am 23. Januar 1943 und er am 3. März 1944. Sein Sohn Fritz wurde 1944 vom Ghetto Riga über Stutthof ins KZ Buchenwald deportiert, wo er wahrscheinlich ermordet wurde. (Quelle: stadt-willich.de) |
| Kirchplatz 4-6 ·        | 13. März 2014  | Hier wohnte Meta Servos Jg. 1918 Flucht 1938 England Überlebt                                                                                       |      | Meta Servos (geb.25. Juni 1918) war das dritte und jüngste Kind des Anrather Juden Max „Öler“ Servos und der Rosa Rosenberg. Sie hatte zwei Geschwister, Ella (* 1908) und Fritz (* 1909). Meta wohnte bei ihren Eltern im Haus Kirchplatz 5. Nach dem Besuch der Volksschule und des Lyzeums in Viersen machte sie eine Lehre bei der Krawattenfabrik Karl Leven in Krefeld. Am 20. Februar 1939 verzog sie nach Krefeld und wohnte dort in der Lohstraße 109 bei der Familie Leven, wo sie auch als Haushaltsgehilfin arbeitete. Am 21. Juni 1939 wurde sie wegen des Vorwurfs der „Rassenschande“ verhaftet. Nach einiger Zeit wurde sie mit der Auflage entlassen, das Reichsgebiet innerhalb von 24 Stunden zu verlassen. Sie emigrierte daraufhin am 12. August nach Fowey in England, wo ihre Schwester Ella bereits lebte. Später lebte sie in Manchester unter der Adresse „17 Downham Grove, Prestwich, Manchester M25 8DA“. Von dort aus beantragte sie 1993 ihre Wiedereinbürgerung, die von den bundesdeutschen Behörden auch im Januar 1994 genehmigt wurde. (Quelle: Stadtarchiv Willich)                                                           |
| Kirchplatz 4-6 ·        | 13. März 2014  | Hier wohnte Rosa Servos Geb. Rosenberg Jg. 1876 Deportiert 1942 Theresienstadt Tot 23.1.1944                                                        |      | Rosa Rosenberg wurde am 29.06.1876 geboren, sie stammte aus Ahlen. Sie heiratete den Anrather Ölhändler Max Servos. Das Ehepaar hatte drei Kinder: Ella (* 1908), Fritz (* 1909) und Meta (* 1918). Die Familie wohnte im Haus Kirchplatz 4-6. Ella und Meta Servos emigrierten 1939 nach England. Rosa Servos wurde am 25. Juli 1942 zusammen mit ihrem Mann nach Theresienstadt deportiert. Dort starb sie am 23. Januar 1944. Als Todesursache wurde ein „Herzfehler“ genannt. (Quelle: Stadtarchiv Willich) |
| Kirchplatz 21 ·         | 9. Dez. 2013   | Hier wohnte Henni Servos Jg. 1927 Flucht 1939 USA Überlebt                                                                                          |      | Henni Servos war das älteste Kind des jüdischen Ehepaares Albert und Ilse Servos. Zusammen mit ihren Eltern und dem jüngeren Bruder Kurt lebten sie im Haus Marktplatz 3 (heute Kirchplatz 21). Die gesamte Familie emigrierte 1939 in die USA. Dort ließen sie sich im New Jersey nieder, wo der Vater ein Möbelgeschäft eröffnete. Henni ging in der Stadt Orange zur Schule und studierte an der Drew University in Madison New Jersey (USA). Dort heiratete sie Dr. Nathaniel Schneider; das Paar bekam drei Kinder. Aufgrund ihrer Kindheitserlebnisse lehnte Henni es wiederholt ab, jemals nach Deutschland zurückzukehren. (Quelle: Stadtarchiv Willich) |
| Kirchplatz 21 ·         | 9. Dez. 2013   | Hier wohnte Ilse Servos Geb. Servos Jg. 1899 Flucht 1939 USA Überlebt                                                                               |      | Ilse Servos war das älteste Kind des Anrather Juden Julius Servos und der Henny Frank. Sie heiratete 1926 den entfernten Verwandten Albert Servos, das Ehepaar hatte zwei Kinder, Jenny (* 1927) und Kurt (* 1929). Die Familie wohnte in Ilses Elternhaus Marktplatz 3. Am 25. Juli 1939 emigrierte die Familie nach New Jersey in die USA. Ilse Servos starb 1955. Ihr Ehemann heiratete anschließend ihre Schwester Hilde. (Quelle: Stadtarchiv Willich) |
| Kirchplatz 21 ·         | 9. Dez. 2013   | Hier wohnte Albert Servos Jg. 1901 'Schutzhaft’ 1938 Dachau Flucht 1939 USA Überlebt                                                                |      | Albert Servos war das jüngste Kind von Moses Servos und Klara Kaufmann. 1926 heiratete er Ilse Servos, das Ehepaar hatte zwei Kinder, Jenny (* 1927) und Kurt (* 1929). Die Familie wohnte im Haus Marktplatz 3 (heute Kirchplatz 21), dort betrieb Albert Servos einen Viehhandel, ehe ihm 1938 die Konzession entzogen wurde. Nach der Reichspogromnacht wurde er am 17. November 1938 in das KZ Dachau gebracht und erst am 12. Januar 1939 wieder entlassen. Am 25. Juli 1939 emigrierte er mit seiner ganzen Familie in die USA. Sie ließ sich in Orange Newark, New Jersey nieder, wo Albert Servos ein Möbelgeschäft eröffnete. Nach dem Tod seiner Frau Ilse im Jahre 1955 heiratete er deren Schwester Hilde. (Quelle: Stadtarchiv Willich) |
| Kirchplatz 21 ·         | 9. Dez. 2013   | Hier wohnte Herbert Servos Jg. 1908 'Schutzhaft’ 1938 Dachau Deportiert 1941 Riga Ermordet in Stutthof                                              |      | Herbert Servos (geb. 27.07.1908 in Anrath) war der jüngste Sohn des Anrather Juden Julius Servos und der Henny Frank. Er lebte in Anrath im Gebäude Adolf-Hitler-Platz (Marktplatz) 3. Herbert war ledig und arbeitete als Geschäftsgehilfe. Er wurde am 17. November 1938, eine Woche nach der Reichspogromnacht im KZ Dachau interniert. Von dort wurde am 21. Januar 1939 ein Antrag auf Erstellung einer Kennkarte gestellt. Am 2. Februar 1939 wurde er wieder entlassen. Wenig später beantragte er bei der Auswanderungsstelle in Stuttgart einen Reisepass für die Ausreise in die USA. Wegen der späten Anmeldung bekam er eine hohe Bearbeitungsnummer und der Beginn des Zweiten Weltkriegs am 1. September 1939 machte sämtlichen Ausreiseplänen ein Ende. Er wurde am 11.12.1941 von Anrath aus ins KZ Riga-Kaiserwald deportiert, wo er starb oder umgebracht wurde. Nach dem Krieg wurde er für tot erklärt. (Quelle: Stadtarchiv Willich) |
| Kirchplatz 21 ·         | 9. Dez. 2013   | Hier wohnte Kurt Servos Jg. 1929 Flucht 1939 USA Überlebt                                                                                           |      | Kurt Servos war das zweite Kind des jüdischen Ehepaars Albert und Ilse Servos. Er wohnte mit seinen Eltern und seiner älteren Schwester Henni im Haus Marktplatz 3 (heute Kirchplatz 21). Kurt Servos emigrierte 1939 mit seinen Eltern und seiner Schwester in die USA. Die Familie ließ sich in New Jersey nieder, wo der Vater ein Möbelgeschäft eröffnete. Kurt Servos erhielt ein Stipendium, das ihm ein Geologiestudium an der Yale-Universität ermöglichte. 1957 wurde er Assistent an der Stanford-Universität. Nach dem Tod des Vaters übernahm Kurt zunächst das elterliche Geschäft, folgte aber 1967 dem Ruf des Menlo College in Atherton (Kalifornien). Servos kaufte im Laufe der Jahre eine Sammlung von Grafiken des Niederländers M. C. Escher und hinterließ siei der Yale-Universität. 1977 besuchte er für einen Monat seine Heimat Anrath. Am 9. November 1988 schrieb Kurt Servos einen ausführlichen Brief an Sandra Neffgen, damals Schülerin einer 9. Klasse des St.-Bernhard-Gymnasiums, in dem er die Ereignisse in Anrath rund um die Reichspogromnacht schilderte. (Quelle: Stadtarchiv Willich)                                    |
| Viersenerstraße 10 ·    | 9. Dez. 2013   | Hier wohnte Alfred Servos Jg. 1908 Flucht 1935 Palästina Überlebt                                                                                   |      | Alfred Servos war der zweite Sohn von Gabriel Servos und Sophia Rollmann. Er war ledig und lebte bei seinen Eltern im Haus Viersener Straße 10. Am 20. Februar 1935 emigrierte er nach Portsakalos in der Tschechoslowakei und ging von dort nach Palästina. Nach Aussage von Kurt Servos schloss sich Alfred Servos dort einer Jüdischen Brigade an, sei aber nicht in Deutschland eingesetzt worden. Das Gerücht, Alfred Servos sei bei der Besetzung Anraths im März 1945 durch die Amerikaner dabei gewesen, konnte nicht belegt werden. Nach dem Zweiten Weltkrieg lebte er in Israel. Von dort aus beantragte er, seinen Vater Gabriel für tot erklären zu lassen. (Quelle: Stadtarchiv Willich) |
| Viersenerstraße 10 ·    | 9. Dez. 2013   | Hier wohnte Gabriel Servos Jg. 1874 Deportiert 1942 Theresienstadt Ermordet Sept. 1942 Treblinka                                                    |      | Gabriel Servos wurde am 22.04.1874 als ältester Sohn von Joseph Servos und Sibilla Fraenkel in Anrath geboren. Verheiratet war er mit Sophia Rollmann, das Ehepaar hatte zwei Kinder, Julius (* 1907) und Alfred (* 1908). Die Familie wohnte im Gebäude Viersener Straße 10, Gabriel betrieb ein Schirmgeschäft mit Schirmreparatur. Sophia Rollmann starb am 12. Oktober 1931 in Süchteln. Nachdem Gabriel Servos 1938 gezwungen wurde, sein Gewerbe aufzugeben, musste er im Februar 1942 das Haus Viersener Straße 10 an den Metzgermeister Karl Nöhles verkaufen. Anschließend lebte er im Haus Kirchplatz 5 bei der Familie seines Bruders Max. Am 25. Juli 1942 wurde er zusammen mit seinem Bruder Max und dessen Frau Rosa ins KZ Theresienstadt deportiert; am 29. September 1942 wurde er von dort ins Vernichtungslager Treblinka gebracht und dort wahrscheinlich sofort ermordet. Nach dem Krieg wurde er für tot erklärt. David Rollmann, ein Neffe seiner Frau Sophia, erkundigte sich im März 1950 im Rahmen des „Wiedergutmachungsgesetzes“ beim Amtsgericht Krefeld nach dem Nachlass von Gabriel Servos. (Quelle: Stadtarchiv Willich)         |
| Viersenerstraße 17 ·    | 9. Dez. 2013   | Hier wohnte Berta Grünewald Jg. 1887 Deportiert 1941 Ghetto Riga Schicksal unbekannt                                                                |      | Berta Grünewald wurde am 20. März 1887 in Rhaunen geboren. Sie blieb zeit ihres Lebens ledig. Später wohnte sie in Wickrath. Von dort zog sie am 22. April 1935 nach Anrath, wo sie im Haus Viersener Straße 10 wohnte und als Haushälterin arbeitete. Später zog sie wahrscheinlich in das Haus Viersener Straße 17 um. 1939 zog ihr Bruder Moses aus Rhaunen zu ihr. Am 11. Dezember 1941 wurden die Geschwister nach Riga deportiert. Berta Grünewald starb dort. Nach dem Krieg wurde sie für tot erklärt. 1950 erkundigte sich ein überlebender Bruder, der 1936 nach Palästina emigrierte, über das Amtsgericht Rhaunen beim Gemeindeamt Anrath nach dem Verbleib seiner Geschwister. Die Gemeindeverwaltung Anrath antwortete am 2. September 1950 dem Amtsgericht in Rhaunen, Moses und Berta Grünewald seien am 10.12.1941 ausgewandert. Angaben über den Verbleib könnten nicht gemacht werden. (Quelle: Stadtarchiv Willich) |
| Viersenerstraße 17 ·    | 9. Dez. 2013   | Hier wohnte Moses Grünewald Jg. 1888 Deportiert 1941 Riga Ermordet in Auschwitz                                                                     |      | Moses Grünewald wurde am 14. April 1888 in Rhaunen geboren. Am 19. Mai 1939 zog er von dort zu seiner Schwester Berta nach Anrath ins Haus der Familie Cassel, Viersener Straße 10. Später wohnten sie im Haus Viersener Straße 17. Die Geschwister wurden am 11. Dezember 1941 nach Riga deportiert. Nach Angaben des Bundesarchivs wurde Moses Grünewald von dort ins KZ Auschwitz deportiert, wo er ermordet wurde. Nach dem Krieg wurde er für tot erklärt. 1950 erkundigte sich ein überlebender Bruder, der 1936 nach Palästina emigrierte, über das Amtsgericht Rhaunen beim Gemeindeamt Anrath nach dem Verbleib seiner Geschwister. Die Gemeindeverwaltung Anrath antwortete am 2. September 1950, dass Moses und Berta Grünewald am 10.12.1941 „ausgewandert seien. Angaben über den Verbleib könnten von hier nicht gemacht werden“. (Quelle: Stadtarchiv Willich) |
| Viersenerstraße 37 ·    | 9. Dez. 2013   | Hier wohnte Emmy Cassel Geb. Salmon Jg. 1874 Deportiert 1942 Theresienstadt Tot 12.10.1942                                                          |      | Emmy Cassel (lt. dieser Quelle „Emma Cassel“), geb. 04.01.1874 in Krefeld, war die Tochter des Krefelder Juden Jakob Salmon und der Rosette Wiehl. Sie arbeitete in Krefeld als Manufakturwarenhändlerin und blieb auch dort, als die Eltern nach New York auswanderten. Am 7. Juli 1914 heiratete sie Sieghard Cassel und zog mit ihm nach Anrath. Dort betrieben sie bis eine Metzgerei im heutigen Gebäude Viersener Straße 37. 1936 musste Sieghard Cassel seine Metzgerei aufgeben, zuletzt lebte das Ehepaar im „Judenhaus“ Kirchplatz 5. Von dort wurden sie am 25. Juli 1942 nach Theresienstadt deportiert. Dort starb Emmy Cassel am 12. Oktober 1942; laut Totenschein angeblich an einer Lungenentzündung. (Quelle: Stadtarchiv Willich) |
| Viersenerstraße 37 ·    | 9. Dez. 2013   | Hier wohnte Sieghard Cassel Jg. 1886 Deportiert 1942 Theresienstadt Ermordet 12.10.1942 Auschwitz                                                   |      | Sieghard Cassel wurde am 09.02.1886 als Sohn von Leib Cassel und Rosalie Cohn geboren. Er stammte aus Lauenburg (Pommern) und arbeitete später als Kaufmann in Frankfurt am Main. Am 8. Juli 1914 heiratete er die 12 Jahre ältere Krefelderin Emmy Salmon. Im Ersten Weltkrieg diente er in einem Dragoner-Regiment. Das Ehepaar lebte nach dem Ersten Weltkrieg in Anrath; dort führte Sieghard eine Metzgerei im heutigen Gebäude Viersener Straße 37. Das Ehepaar Cassel war im Ort beliebt, was auch ihre Mitgliedschaft in und die Unterstützung von Anrather Vereinen beweist. Im September 1929 gehörte er zu den Mitbegründern des „Kavallerie-Verein Anrath 1929“. 1936 musste er die Metzgerei aufgeben; zuletzt lebte das Ehepaar im „Judenhaus“ Kirchplatz 5. Am 25. Juli 1942 wurde das Ehepaar nach Theresienstadt deportiert. Sieghard Cassel wurde am 15.05.1944 von dort ins KZ Auschwitz gebracht und ermordet. (Quelle: Stadtarchiv Willich) |

### StadtteilNeersen
| Adresse           | Verlege- datum | Person, Inschrift | Bild | Anmerkung |
| ----------------- | -------------- | --- | ---- | --- |
| Kickenstraße 14 · | 19. Dez. 2016  | Hier wohnte Manfred Salmons Jg. 1934 Deportiert 1942 Minsk Ermordet in Maly Trostinez                                                   |      | Manfred Salmons wurde am 10.04.1934 in München geboren. Er war der Sohn von Max und Cilli Salmons und lebte in Neersen, Gelsenkirchen und zuletzt in Köln. Ab Köln wurde er am 20.07.1942 nach Minsk deportiert und im Vernichtungslager Maly Trostinez ermordet. |
| Kickenstraße 14 · | 19. Dez. 2016  | Hier wohnte Cilli Salmons Geb. Lomnitz Jg. 1899 Deportiert 1942 Minsk Ermordet in Maly Trostinez                                        |      | Cilli Salmons, geb. Lomnitz wurde am 25.07.1899 als Tochter von Heinrich und Jenny Lomnitz in Düsseldorf geboren. Sie war mit Max Salmons verheiratet und lebte zunächst in Neersen (später in Gelsenkirchen und Köln), sie hatten einen Sohn (Manfred). Ab Köln wurde Cilli am 20.07.1942 nach Minsk deportiert und im Vernichtungslager Maly Trostinez ermordet. |
| Kickenstraße 14 · | 19. Dez. 2016  | Hier wohnte Max Salmons Jg. 1895 Deportiert 1942 Minsk Ermordet in Maly Trostinez                                                       |      | Max Salmons wurde am 15.03.1895 als Sohn von Hermann und Emma Salmons in Neersen geboren. Er war mit Cilli Lomnitz verheiratet und lebten in Neersen (später in Gelsenkirchen und Köln), sie hatten einen Sohn (Manfred). Ab Köln wurde die Familie am 20.07.1942 nach Minsk deportiert und im Vernichtungslager Maly Trostinez ermordet. |
| Hauptstraße 55 ·  | 6. Dez. 2018   | Hier wohnte Ernst Levy Jg. 1886 Eingewiesen 12.2.1941 Heilanstalt Grafenberg 'Verlegt’ 15.2.1941 Hadamar Ermordet 15.2.1941 'Aktion T4' |      | Ernst Levy wurde im Jahr 1886 geboren. Er hatte eine körperliche, geistige oder seelische Behinderung und wurde deshalb – wie ca. 70.000 andere Menschen gleich welcher Abstammung im Dritten Reich – ermordet. Ernst wurde am 12.02.1941 in die Heilanstalt Grafenberg eingewiesen und am 15.02.1941 in die Tötungsanstalt Hadamar verlegt, wo er – im Rahmen der Aktion T4 – noch am gleichen Tag umgebracht wurde. |
| Hauptstraße 61 ·  | 6. Dez. 2018   | Hier wohnte Otto Salmons Jg. 1899 Flucht 1938 Argentinien                                                                               |      | Otto Salmons wurde am 16.12.1899 als Sohn von Herrmann Salmons (*ca. 1870) und seiner Ehefrau Emma Salmons, geb. Herrmanns (*ca. 1870) in Neersen geboren, als Beruf wird Viehhändler angegeben. Er heiratete Charlotte Mosbach (*15.08.1904), ein Sohn sowie zwei Töchter aus erster Ehe (Lore (*13.11.1927) und Hanna (*1937)) sind bekannt. Otto flüchtete am 13.01.1938 nach Argentinien, wo er im Jahr 1960 verstarb. |
| Hauptstraße 61 ·  | 6. Dez. 2018   | Hier wohnte Charlotte Salmons Geb. Mosbach Jg. 1904 Flucht 1941 Argentinien                                                             |      | Charlotte Mosbach wurde am 15.08.1904 als Tochter von Gustav Mosbach (1877–1942) und seiner Ehefrau Hedwig Mosbach, geb. Block (1880–1942) in Schönebeck (Elbe) geboren, als Beruf wird Kassiererin angegeben. Sie heiratete Otto Salmons (*16.12.1899), ein Sohn und zwei Stieftöchter (Lore (*13.11.1927) und Hanna (*1937)) sind bekannt. Charlotte flüchtete im Jahr 1941 nach Argentinien, sie verstarb im Jahr 1985 im Kibbuz Kfar Giladi, Israel. Für die Eltern Gustav und Hedwig Mosbach wurde am 10.06.2009 in Lutherstadt Eisleben jeweils ein Stolperstein verlegt. |
| Hauptstraße 61 ·  | 6. Dez. 2018   | Hier wohnte Lore Salmons Verh. Brieger Jg. 1927 Flucht 1941 Argentinien                                                                 |      | Lore Salmons wurde am 13.11.1927 (Strittig: Diese Quelle nennt 1925 als Geburtsjahr) als Tochter von Otto Salmons (*16.12.1899) und seiner ersten (unbekannten) Ehefrau (ca. 1900–1935) in Neersen geboren, ein Stiefbruder und eine Schwester (Hanna (*1937)) sind bekannt. Lore flüchtete im Jahr 1941 nach Argentinien, wo sie inzwischen verstorben ist. |
| Hauptstraße 61 ·  | 6. Dez. 2018   | Hier wohnte Hanna Salmons Verh. Hirsch Jg. 1937 Flucht 1941 Argentinien                                                                 |      | Hanna Salmons wurde im Jahr 1937 als Tochter von Otto Salmons (*16.12.1899) und seiner ersten (unbekannten) Ehefrau (ca. 1900–1935) in Neersen geboren, ein Stiefbruder und eine Schwester (Lore (*1927)) sind bekannt. Hanna flüchtete im Jahr 1941 nach Argentinien. |

### StadtteilSchiefbahn
| Adresse                 | Verlege- datum | Person, Inschrift | Bild | Anmerkung |
| ----------------------- | -------------- | --- | ---- | --- |
| Alte Pastoratstraße 9 · | 4. Juni 2014   | Hier wohnte Moses Rübsteck Jg. 1857 Deportiert 1942 Theresienstadt Ermordet 21.9.1942 Treblinka                                                  |      | Moses Rübsteck wurde am 19. August 1857 als Sohn von Leyser Rübsteck und Amalie Kayer in Schiefbahn geboren. Er blieb bis zu seinem Tod ledig, war von Beruf Manufakturwarenhändler und hatte ein kleines Geschäft auf der Königsstraße 9 (heute Königsheide 14). Später fuhr er mit einem Handwagen durch den Ort und verkaufte Seife und andere Handelswaren von Haus zu Haus. Moses war in Schiefbahn überall als „Onkel Mo“ bekannt, da er immer einen „Sarotti-Strohut“ trug. Er wohnte lange in der Alten Pastoratstraße, ehe er unter dem Druck der Nazis erst in die Königsstraße 9 zur Familie Wallach und zuletzt in die Willicher Straße 7 zu Sara Kaufmann ziehen musste. Am 6. April 1942 wurde er in das jüdische Altersheim nach Düsseldorf, Grafenberger Allee 78 gebracht. Das der Synagogengemeinde Düsseldorf gehörende Gemeindehaus wurde ab 1939 als jüdisches Altersheim genutzt. Von dort wurde er, 85-jährig, am 21. September 1942 mit dem Transport VII/1, c. 695 nach Theresienstadt ins Ghetto deportiert und am 21. September 1942 weiter mit dem Transport Bp, c. 1285 nach Treblinka verschleppt. Dort wurde er ermordet. (Quelle: Stadtarchiv Willich) |
| Hochstraße 22 ·         | 19. Dez. 2016  | Hier wohnte Paula Kaufmann Jg. 1886 Unfreiwillig verzogen 1939 Aachen Schicksal unbekannt                                                        |      | Paula Kaufmann (* 1886) war eins von sieben Kindern des Manufakturwarenhändlers Louis Kaufmann (geb. 27. März 1848, gest. 20. Juli 1918) und Josefine Kaufmann geb. Falkenstein (geb. 29. Dezember 1853, gest. 30. November 1930). Die Geschwister waren: Heinrich (geb. 1876 – fiel 1918 als Soldat im Ersten Weltkrieg), Arthur (geb. 1877), Wilhelmina (geb. 1878, verheiratete Heumann), Ernst (geb. 1879), Carl (geb. 1884), Elise (geb. 1885). Das Schicksal von Paula ist unbekannt, sie hat wohl im elterlichen Haus gewohnt, wo sie sich am 5. Oktober 1938 nach Aachen ins Haus Friedrichstraße 82 abmeldete. |
| Hochstraße 22 ·         | 19. Dez. 2016  | Hier wohnte Carl Kaufmann Jg. 1884 Deportiert 1942 Ghetto Warschau Ermordet                                                                      |      | Carl Kaufmann (* 23.08.1884) war eins von sieben Kindern des Manufakturwarenhändlers Louis Kaufmann (geb. 27. März 1848, gest. 20. Juli 1918) und Josefine Kaufmann geb. Falkenstein (geb. 29. Dezember 1853, gest. 30. November 1930). Die Geschwister waren: Heinrich (geb. 1876 – fiel 1918 als Soldat im Ersten Weltkrieg), Arthur (geb. 1877), Wilhelmina (geb. 1878, verheiratete Heumann), Ernst (geb. 1879), Elise (geb. 1885) und Paula (geb. 1886). Carl wohnte 1939 in einem Pflegeheim in Langenhagen, am 31. März wurde er von Hannover aus ins Warschauer Ghetto deportiert und dort ermordet. |
| Hochstraße 22 ·         | 19. Dez. 2016  | Hier wohnte Arthur Kaufmann Jg. 1877 Flucht 1938 Holland Interniert Westerbork Deportiert 1943 Auschwitz Ermordet 5.2.1943                       |      | Arthur Kaufmann (* 08.07.1877) war eins von sieben Kindern des Manufakturwarenhändlers Louis Kaufmann (geb. 27. März 1848, gest. 20. Juli 1918) und Josefine Kaufmann geb. Falkenstein (geb. 29. Dezember 1853, gest. 30. November 1930). Die Geschwister waren: Heinrich (geb. 1876 – fiel 1918 als Soldat im Ersten Weltkrieg), Wilhelmina (geb. 1878, verheiratete Heumann), Ernst (geb. 1879), Carl (geb. 1884), Elise (geb. 1885) und Paula (geb. 1886). Arthur wurde vermutlich in der Pogromnacht in Köln verhaftet und verschleppt und flüchtete am 19. Dezember 1938 nach Amsterdam. Vom 15. bis zum 29. Januar 1943 war er in Vught-Hertogenbosch inhaftiert. Im Januar 1943 wurde er (in einem Altenheim lebend) verhaftet, über Westerbork am 2. Februar 1942 nach Auschwitz deportiert und dort am 5. Februar 1943 ermordet. |
| Hochstraße 40 ·         | 4. Juni 2014   | Hier wohnte Albert Salm Jg. 1908 Deportiert 1941 Riga Ermordet März 1942                                                                         |      | Albert Salm wurde am 6. Februar 1908 in Wegberg als Sohn von Eduard und Rosetta Salm, geb. Wolff geboren. Er war von Beruf Viehhändler und blieb unverheiratet. Am 24. Juni 1926 meldet er sich zum ersten Mal – von Mertloch kommend – in Schiefbahn an und wohnte bei seiner Mutter Rosetta im Haus von Moses Kaufmann (Hochstraße 7). Er arbeitete mehrfach an anderen Orten, kehrte aber immer wieder nach Schiefbahn zurück. Zuletzt musste er das Haus auf der Hochstraße verlassen und zur Familie Wallach in die Willicher Straße ziehen. Am 10. Dezember 1941 wurde er gemeinsam mit seiner Mutter und anderen Schiefbahner Juden von Schiefbahn aus über Düsseldorf nach Riga ins Ghetto deportiert. Dort starb er im März 1942. (Quelle: Stadtarchiv Willich) |
| Hochstraße 40 ·         | 4. Juni 2014   | Hier wohnte Rosetta Salm Geb. Wolff Jg. 1872 Deportiert 1941 Riga Ermordet März 1942                                                             |      | Rosetta Salm, geborene Wolff wurde am 25. Oktober 1872 in Mertloch, Kreis Mayen geboren. Dort lebte die große Familie Wolff, u. a. auch ihre Schwester Juliana Wolff, die Moses Kaufmann aus Schiefbahn heiratete. Um 1920 zog sie erstmals zu ihrer Schwester und ihrem Schwager nach Schiefbahn und wohnte damals im Haus Hochstraße 7. Von Beruf war sie Köchin und Haushälterin und meldete sich mehrfach aus Schiefbahn ab, um an anderen Orten zu arbeiten. Sie kehrte aber immer wieder in das Haus der Kaufmanns in Schiefbahn zurück. Zuletzt musste auch sie unter dem Druck der Nazis zur Familie Wallach in die Willicher Straße 15 ziehen. Von dort wurde sie mit ihrem Sohn Albert, Sophie und Lina Wallach, Hulda Wallach, Klara, Otto und Bruno Schönewald, Cäcilie Wolff und der fünfköpfigen Familie Rübsteck am 11. Dezember 1941 über Düsseldorf nach Riga ins dortige Ghetto deportiert. Im März 1942 ist sie dort ermordet worden. (Quelle: Stadtarchiv Willich) |
| Hochstraße 40 ·         | 4. Juni 2014   | Hier wohnte Moses Kaufmann Jg. 1865 Flucht 1938 Lissabon                                                                                         |      | Moses Kaufmann wurde am 20. Februar 1865 als zweites von 13 Kindern der Eheleute Simon und Karolina Falkenstein in Schiefbahn geboren. Von Beruf war er Pferdehändler und betrieb ein kleines Geschäft auf der Hochstraße. Er heiratete die aus Mertloch kommende Juliana Wolff, die 1935 in Düsseldorf starb. Mit ihr hatte er acht Kinder, die alle in Schiefbahn geboren wurden. Vier seiner Kinder starben früh nach der Geburt, Sohn Hugo fiel im Ersten Weltkrieg. Ein weiterer Sohn, der Tierarzt Dr. Eugen Kaufmann, flüchtete mit Frau und Sohn nach England, die Tochter Karolina mit ihrer Familie in die USA. 1940 verkaufte Moses das Haus auf der Hochstraße „mit Hof und Hausgarten, Stallungen, Schuppen und Scheune“ an die Ehefrau von Peter Flocken. Wann Moses Kaufmann genau aus Schiefbahn weggegangen ist, konnte nicht geklärt werden. Am 6. Januar 1939 flüchtete er zu seinem Sohn Erich und dessen Frau und Tochter, von Düsseldorf aus, nach Lissabon/Portugal. Dort starb er 1952. (Quelle: Stadtarchiv Willich) |
| Hochstraße 46 ·         | 4. Juni 2014   | Hier wohnte Abraham Rübsteck Jg. 1863 Deportiert 1942 Theresienstadt Ermordet 13.4.1942                                                          |      | Abraham Rübsteck wurde am 17. Januar 1863 als Sohn von Leyser Rübsteck und Amalia Sophia Kayser in Schiefbahn geboren. Er war von Beruf Viehhändler. 1905 heiratete er die aus Geilenkirchen stammende Berta Jacoby. Das Paar hatte drei Kinder: Amalie Leonore, Leo und Helena. Während Leo und Helena kurz nach der Geburt starben, verzog Amalie Leonore nach Köln. Dort bekam sie 1940 ein Kind. Abraham Rübsteck, der zunächst vermögend war, verarmte unter den Maßnahmen der Nazis immer mehr, musste seine Grundstücke und das Haus auf der Hochstraße verkaufen und zur Familie Kaufmann auf die Schulstraße ziehen. Von dort ist er dann später nach Köln (zu seiner Tochter?) gezogen. Seine Tochter Amalie Leonore wurde mit ihrem ein Jahr alten Kind im Oktober 1941 von Köln aus nach Litzmannstadt ins Ghetto deportiert. Beide wurden 1942 in Kulmhof vergast. Abraham Rübsteck blieb dieser Leidensweg erspart; er starb am 13. April 1942 (eine andere Quelle gibt dem 11. Mai 1942 als Todestag an) im Jüdischen Krankenhaus Ehrenfeld. (Quelle: Stadtarchiv Willich) |
| Hochstraße 75 ·         | 4. Dez. 2014   | Hier wohnte Sophie Meyer-Rübsteck Geb. Wolff Jg. 1866 Deportiert 1942 Theresienstadt Ermordet 23.10.1942                                         |      | Sophie (geb. 02.11.1866) war die Tochter des Juden Abraham Wolff und seiner Frau Regina Oberländer, die in Sittard in den Niederlanden lebten. Sie heiratete am 6. August 1895 den Schiefbahner Juden Joseph Rübsteck (* 1852), der 1917 in Schiefbahn starb. Nach dem Tod ihres ersten Ehemanns heiratete sie am 8. Juli 1919 in Schiefbahn den Rentner Karl Meyer (* 1859). Trauzeugen waren die beiden Schiefbahner Viehhändler Meyer Schönthal, der Ehemann ihrer Schwester Klara und Moses Kaufmann. Sie wohnten in Krefeld in der Oberstraße 10. Karl Meyer starb am 11. Januar 1929 in Krefeld. Sophie war schon im März 1927 von Krefeld nach Schiefbahn zu ihrer Schwester Klara gezogen. 1939 meldete sie sich in Schiefbahn ab und zog nach Aachen. Dort wohnte sie zuletzt im jüdischen Altersheim Kalverbenden. Am 25. Juli 1942 wurde sie mit ihrer Schwester und 276 weiteren Menschen, die zuvor in Altersheimen und „Judenhäusern“ gewohnt hatten, mit dem Zug Nr. Da71-VII/2 von Aachen über Düsseldorf nach Theresienstadt deportiert. Laut Todesfallanzeige des Ältestenrates des Ghettos Theresienstadt starb Sophie Meyer am 23. Oktober 1942 an einer Lungenentzündung. (Quelle: Stadtarchiv Willich) |
| Hochstraße 75 ·         | 4. Dez. 2014   | Hier wohnte Klara Schönthal Geb. Wolff Jg. 1870 Deportiert 1942 Theresienstadt Ermordet 18.9.1942                                                |      | Klara wurde am 08.05.1870 als Tochter des Juden Abraham Wolff und seiner Frau Regina Oberländer in Sittard/Niederlande geboren. Sie heiratete den im Bromskirchen geborenen Viehhändler Meyer Schönthal (* 1863). Das Ehepaar wohnte in Schiefbahn im Haus Neersenerstraße 14 (heute: Hochstraße 75) und blieb kinderlos. Meyer Schönthal starb 1934 und wurde in Schiefbahn auf dem jüdischen Friedhof am Bertzweg beerdigt. Am 11. Februar 1939 meldete sich Klara im Gemeindeamt in Schiefbahn ab und zog zusammen mit ihrer Schwester Sophie nach Aachen. Dort wohnte sie zuletzt im jüdischen Altersheim Kalverbenden. Am 25. Juli 1942 wurde sie zusammen mit ihrer Schwester und weiteren 276 Menschen aus Aachen mit dem Zug Nr. Da71-VII/2 über Düsseldorf nach Theresienstadt ins Ghetto deportiert. Auf ihrer erhaltenen Todesfallanzeige ist vermerkt, dass sie Ghetto am 18. September 1942, um 12.15 Uhr im Zimmer 128 an Tuberkulose gestorben sein soll. (Quelle: Stadtarchiv Willich) |
| Königsheide 14 ·        | 4. Dez. 2014   | Hier wohnte Bruno Schönewald Jg. 1937 Deportiert 1941 Riga Ermordet Juli 1944 Riga-Kaiserwald                                                    |      | Bruno Schönewald wurde am 3. November 1937 als Sohn des aus Büren stammenden Otto Schönewald und seiner Frau Klara Wallach geboren. Er wurde nach seinem 1933 an einer Kriegsverletzung gestorbenen Onkel benannt. Als er mit seinen Eltern Klara und Otto und seiner Großmutter Johanna (Hulda) im Dezember 1941 von Schiefbahn aus nach Riga deportiert wurde, war er gerade vier Jahre alt geworden. Zweieinhalb Jahre lang konnten seine Eltern ihn im Ghetto schützen. Nachdem sein Vater versucht hatte ihn vor der SS zu verstecken, wurde er kurz darauf im Juli 1944 als Sechsjähriger mit seinen Eltern außerhalb des Ghettos ermordet. (Quelle: Stadtarchiv Willich) Wegen eines Missbrauchsverdachts von Bischof August Peters beschloss der Haupt- und Finanzausschuss der Stadt Willich im Mai 2024, die August-Peters-Straße in Bruno-Schönewald-Straße umzubenennen. |
| Königsheide 14 ·        | 4. Dez. 2014   | Hier wohnte Klara Schönewald Geb. Wallach Jg. 1906 Deportiert 1941 Riga Ermordet Juli 1944 Riga-Kaiserwald                                       |      | Klara Wallach war die älteste Tochter des Schiefbahner Juden David Wallach und seiner Frau Johanna „Hulda“ Frenkel. Sie heiratete den aus Büren stammenden Otto Schönewald. Das Ehepaar hatte einen Sohn, Bruno (* 1937). Die Familie lebte im Haus Königsheide 9 (heute Königsheide 14). Die Familie Schönewald wurde am 11. Dezember 1941 von Schiefbahn aus ins Ghetto Riga deportiert. 1943 (eine andere Quelle gibt den Juli 1944 an) wurden sie, ihr Mann Otto und Sohn Bruno im KZ Riga-Kaiserwald ermordet. (Quelle: Stadtarchiv Willich) |
| Königsheide 14 ·        | 4. Dez. 2014   | Hier wohnte Otto Schönewald Jg. 1908 Deportiert 1941 Riga Ermordet Juli 1944 Riga-Kaiserwald                                                     |      | Der aus Büren stammende Viehhändler Otto Schönewald zog nach der Hochzeit mit Klara Wallach nach Schiefbahn, das Ehepaar hatte einen Sohn namens Bruno. Die Familie lebte im Haus Königsheide 9 (heute Königsheide 14), das dem Vater der Ehefrau, David Wallach gehörte. 1938 wurde Otto Schönewald die Ausübung seines Gewerbes als Viehhändler untersagt. Nach der Reichspogromnacht wurde er am 17. November 1938 in das KZ Dachau gebracht und erst am 18. Februar 1939 wieder entlassen. Die Familie Schönewald wurde am 11. Dezember 1941 von Schiefbahn ins Ghetto Riga deportiert. 1943 (eine andere Quelle gibt den Juli 1944 an) wurden er und seine Familie in Riga-Kaiserwald ermordet. (Quelle: Stadtarchiv Willich) |
| Königsheide 14 ·        | 4. Dez. 2014   | Hier wohnte Johanna Wallach Geb. Frenkel Jg. 1880 Deportiert 1941 Riga Ermordet                                                                  |      | Johanna „Hulda“ Frenkel wurde am 31. Dezember 1880 in Jüchen als Tochter von Gabriel und Rosa Frenkel geboren. Nach der Heirat mit David Wallach zog sie nach Schiefbahn. Die Familie wohnte im Haus Königsheide 9 (heute Königsheide 14) und hatte zwei Kinder: Bruno, der bereits 1933 in Düsseldorf starb, und Klara, die Otto Schönewald aus Büren heiratete. David Wallach starb 1941 in Schiefbahn. Noch im selben Jahr, am 11. Dezember 1941, wurde Johanna mit ihrer Tochter und deren Familie nach Riga deportiert. Ihr weiteres Schicksal ist ungeklärt. Am 17. November 1949 wurde Hulda Wallach auf Antrag ihres in Santiago de Chile lebenden Schwagers Isidor Wallach für tot erklärt. (Quelle: Stadtarchiv Willich) |
| Königsheide 14 ·        | 4. Dez. 2014   | Hier wohnte Cäcilie Wolff Jg. 1899 Deportiert 1941 Riga Ermordet 1942                                                                            |      | Cäcilie Wolff (geb. 11.06.1899) gehört zur bekannten Schiefbahner Familie Rübsteck. Ihre Mutter war Marianne Rübsteck (1863–1927), die in Heimersheim (Eifel) den Händler Heinrich Wolff heiratete. Später zog sie wieder zurück nach Schiefbahn und lebte im Haus Alte Pastoratsstraße 27. Von dort musste sie in das „Judenhaus“ Königsheide 14 ziehen, in dem die Familie Wallach/Schönewald lebte. Am 11. Dezember 1941 wurde sie ins Ghetto Riga deportiert, wo sie im Februar 1942 starb. (Quelle: Stadtarchiv Willich) |
| Linsellesstraße 4 ·     | 4. Dez. 2014   | Hier wohnte Albert Rübsteck Jg. 1892 Deportiert 1941 Riga Ermordet 1942 Salaspils                                                                |      | Albert Rübsteck wurde am 03.01.1892 als achtes Kind von Hermann Rübsteck und Rosetta Cahn in Schiefbahn geboren. Im Ersten Weltkrieg kämpfte er vier Jahre lang an der Front und erwarb das Eiserne Kreuz. Nach dem Krieg heiratete er Bertha Herz aus Büderich bei Wesel, das Ehepaar hatte zwei Kinder, Werner (* 1927) und Ruth (* 1930). Der Viehhändler lebte mit seiner Familie in dem Gebäude Vor dem Bruchtor 6 (heute Linsellesstraße 4). 1938 wurde ihm die Ausübung seines Gewerbes untersagt. So sah sich die Familie gezwungen, ihre Wohnung aufzugeben und in das Haus der befreundeten Familie Kaufmann (Willicher Straße 7) zu ziehen. Nach der Reichspogromnacht wurde Albert Rüsteck am 17. November 1938 in das KZ Dachau gebracht und erst am 9. Februar 1939 wieder entlassen. In der Folgezeit wurde er zwangsweise zu Tiefbauarbeiten in Krefeld herangezogen. Am 11. Dezember 1941 wurde die ganze Familie ins Ghetto Riga deportiert. Dort wurde Albert Rübsteck im Außenlager Salaspils 1942 ermordet. (Quelle: Stadtarchiv Willich) |
| Linsellesstraße 4 ·     | 4. Dez. 2014   | Hier wohnte Berta Rübsteck Geb. Herz Jg. 1900 Deportiert 1941 Riga Ermordet 5.11.1943 Auschwitz                                                  |      | Bertha Herz stammte aus Büderich bei Wesel. Nach ihrer Trauung mit dem Schiefbahner Viehhändler Albert Rübsteck zog sie zu ihm nach Schiefbahn. Das Ehepaar hatte zwei Kinder, Werner (* 1927) und Ruth (* 1930). Nach Albert Rübsteck sein Gewerbe auf Druck der Nationalsozialisten aufgeben musste, sah sich die Familie gezwungen, ihre Wohnung aufzugeben und in das Haus der befreundeten Familie Kaufmann (Willicher Straße 7) zu ziehen. Am 11. Dezember 1941 wurde die ganze Familie Rübsteck ins Ghetto Riga deportiert. Von dort wurden Bertha und ihre Tochter Ruth am 2. November 1943 nach Auschwitz gebracht, wo sie am 5. November ermordet wurden. (Quelle: Stadtarchiv Willich) |
| Linsellesstraße 4 ·     | 4. Dez. 2014   | Hier wohnte Leopold Rübsteck Jg. 1885 Deportiert 1941 Riga Ermordet 1942                                                                         |      | Leopold Rübsteck geboren 05.07.1885, war eines von acht Kindern des Hermann Rübsteck und seiner Frau Rosetta Cahn. Leopold, von Beruf Kaufmann, blieb zeit seines Lebens ledig und wohnte bei seinem Bruder Albert und dessen Familie, erst im Haus Vor dem Bruchtor 7, nach 1938 dann im Haus Willicher Straße 7. Nach der Reichspogromnacht wurde er am 17. November 1938 in das KZ Dachau gebracht und erst am 10. Januar 1939 wieder entlassen. Am 10. Dezember 1941 wurde er gemeinsam mit elf weiteren Schiefbahner Juden, darunter der ganzen Familie seines Bruders Albert, nach Riga deportiert. Nach dem Krieg wurde er für tot erklärt, wahrscheinlich starb er im Sommer 1942 im Ghetto. (Quelle: Stadtarchiv Willich) |
| Linsellesstraße 4 ·     | 4. Dez. 2014   | Hier wohnte Ruth Rübsteck Jg. 1930 Deportiert 1941 Riga Ermordet 5.11.1943 Auschwitz                                                             |      | Die am 14.05.1930 geborene Ruth Rübsteck war das jüngste Kind von Albert Rübsteck und Bertha Herz, sie hatte einen älteren Bruder namens Werner. Die Familie wohnte im Haus Vor dem Bruchtor 6 (Heute Linsellesstraße 4). Nachdem dem Vater die Ausübung seines Gewerbes als Viehhändler untersagt worden war, sah sich die Familie 1938 gezwungen, ihre Wohnung aufzugeben und in das Haus der befreundeten Familie Kaufmann (Willicher Straße 7) zu ziehen. 1941 wurde Ruth, gerade einmal 11 Jahre alt, mit ihren Eltern, ihrem Onkel und ihrem Bruder von Düsseldorf aus ins Ghetto Riga deportiert. Ihr Vater Albert wurde bei einem Arbeitseinsatz in Salaspils 1942 erschossen. Gemeinsam mit ihrer Mutter wurde Ruth Rübsteck am 2. November 1943 nach Auschwitz gebracht und dort am 5. November ermordet. Ihr Bruder Werner war der einzige aus der Familie, der den Holocaust überlebte. Zur Erinnerung an seine Schwester nannte er sein erstes, 1950 in Israel geborenes Kind Ruth. (Quelle: Stadtarchiv Willich) |
| Linsellesstraße 4 ·     | 4. Dez. 2014   | Hier wohnte Werner Rübsteck Jg. 1927 Deportiert 1941 Riga Befreit/Überlebt                                                                       |      | Werner Rübsteck war das älteste Kind von Albert Rübsteck und Bertha Herz, er hatte eine jüngere Schwester namens Ruth. Die Familie lebte im Haus Vor dem Bruchtor 6 (heute Linsellesstraße 4). Nachdem dem Vater die Ausübung seines Gewerbes als Viehhändler untersagt worden war, sah sich die Familie 1938 gezwungen, ihre Wohnung aufzugeben und in das Haus der befreundeten Familie Kaufmann (Willicher Straße 7) zu ziehen (GA Schiefbahn 1542). 1941 wurde die Familie Rübsteck von Düsseldorf aus ins Ghetto Riga deportiert. Werners Vater Albert wurde bei einem Arbeitseinsatz in Salaspilsk 1942 erschossen, Mutter und Schwester 1943 nach Auschwitz gebracht und dort ermordet. Werner Rübsteck arbeitete in einer Gummifabrik der SS außerhalb Rigas. 1944 wurden die letzten Juden aus Riga ins Konzentrationslager Stutthof gebracht, von dort aus kam er auf eine Danziger U-Boot-Werft, wo er als Schweisser arbeiten musste. Anfang 1945 erkrankte er an Typhus und entging nur knapp dem Tod. Im März 1945 wurde er von der Roten Armee befreit und kehrte am 21. Juni nach Schiefbahn zurück. Werner Rübsteck beschloss, nach Israel auszuwandern und nahm an Vorbereitungskursen für Auswanderer teil. Ab 1946 half er in Marseille bei der Organisation der illegalen Einwanderung nach Palästina. 1947 schiffte er sich dann selbst nach Israel ein und ging in den Kibbuz Kfar HaHoresh bei Nazareth. Dort lernte er auch Livia „Lilly“ Schwab kennen, eine Holocaust-Überlebende aus Budapest. 1948 kämpfte er im Unabhängigkeitskrieg für den jungen Staat Israel, in Haifa wurde er dabei schwer verwundet. 1949 heirateten Werner Rübsteck und Lilly Schwab. Das Ehepaar bekam zwei Kinder: Ruth (* 1950) und Anat (* 1955). 1963 verließ die Familie den Kibbuz und zog nach Kiryat Biyalik bei Haifa. Dort wurde er Betriebsleiter eines Marmorwerks. Er starb im April 2011. (Quelle: Stadtarchiv Willich) |
| Schulstraße 2 ·         | 6. Feb. 2012   | Hier wohnte Herbert Philipp Heumann Jg. 1937 Deportiert 1941 Lodz/Litzmannstadt Ermordet 9.9.1942 Chelmno/Kulmhof                                |      | Herbert Philipp Heumann wurde am 12.10.1937 als Sohn des Leo Heumann und der Thekla Kaufmann in Eschweiler geboren. Nur ein Jahr später starb der Vater und die Mutter kehrte mit ihm nach Schiefbahn zurück, wo sie im Haus Schulstraße lebten. Herbert war erst vier Jahre alt, als er mit seiner Mutter und den anderen Familienmitgliedern in das Ghetto von Litzmannstadt (Łódź) deportiert wurde. An die Deportation des kleinen Jungen kann sich der Zeitzeuge Christoph Macke, der mit seinen Eltern im gegenüberliegenden Haus wohnte, zumindest aus den Erzählungen seiner Eltern, noch erinnern. So habe Herbert die Figuren seines Kindern-Bauernhofes mit auf den Transportwagen genommen. Auch der Zeitzeuge Rudi Tillmanns, der mit seinen Eltern auf der Hochstraße wohnte, kannte die Familie Kaufmann gut. Er erinnert sich an den Tag der Deportation: „Der Kohlenhändler Johann Juntermanns hatte uns informiert, dass er in der Mittagszeit die Familie Kaufmann mit seinem LKW abholen sollte. Alle in unserer Familie waren erschüttert von der Nachricht, und so standen wir an diesem Tage auf der Rampe unserer alten Brauerei und sahen den LKW von Juntermanns an der Hinterfront des Hauses Schulstraße vorfahren. Dort bestiegen die einzelnen Personen den offenen LKW, darunter befand sich auch Thekla Kaufmann mit ihrem vierjährigen Sohn Herbert.“ Am 7. Mai 1942 schrieb (besser: malte) Herbert einen Brief, der in den Unterlagen der Ghettoverwaltung als „genehmigt“ dokumentiert und abgeschickt wurde. Den Inhalt und die Adressaten konnte nicht ermittelt werden. Am 8. September 1942 wurde er noch vor seinem fünften Geburtstag aus dem Getto von Łódź „ausgewiesen“ und am folgenden Tag im Vernichtungslager Chelmno ermordet. (Quelle: Stadtarchiv Willich) |
| Schulstraße 2 ·         | 6. Feb. 2012   | Hier wohnte Thekla Heumann Geb. Kaufmann Jg. 1907 Deportiert 1941 Lodz/Litzmannstadt Ermordet 9.9.1942 Chelmno/Kulmhof                           |      | Thekla Kaufmann (geb. 16.08.1907 in Schiefbahn) lebte in Schiefbahn bei ihren Eltern in der Schulstraße 2. Nach ihrer Heirat mit Leo Heumann zog sie 1936 für einige Zeit nach Eschweiler. Dort wurde 1937 auch ihr Sohn Herbert Philipp geboren. Nach dem Tod des Ehemanns zog sie 1938 mit ihrem Sohn zurück nach Schiefbahn und lebte dort wieder im Elternhaus. Thekla Heumann wurde am 27. Oktober 1941 zusammen mit ihren Eltern, Geschwistern und ihrem Sohn über Düsseldorf in das Ghetto von Łódź deportiert. Sie mussten im Ghetto in das Zimmer 6 der Kollektivunterkunft Fischstraße 21 einziehen. Thekla Heumann und ihr Sohn konnten durch die Frontkämpferbescheinigung von Theklas Vater Siegmund Kaufmann vom VIII. „Aussiedlungstransport“ am 11. Mai 1942 zurückgestellt werden. Am 8. September 1942 wurde sie aus dem Ghetto von Łódź „ausgewiesen“ und am nächsten Tag gemeinsam mit ihrem Sohn Herbert in Chełmno ermordet. (Quelle: Stadtarchiv Willich) |
| Schulstraße 2 ·         | 6. Feb. 2012   | Hier wohnte Elisabeth Kaufmann Jg. 1908 Deportiert 1941 Lodz/Litzmannstadt Ermordet Sept. 1942 Chelmno/Kulmhof                                   |      | Elisabeth Herta Kaufmann, genannt Else (geb. 24.08.1908 in Schiefbahn), lebte mit ihren Eltern in der Schulstraße 2 in Schiefbahn. Sie und ihr Bruder Ernst waren Mitglieder der Sportabteilung des „Reichsbunds Jüdischer Frontsoldaten“ in Mönchengladbach. Dort spielte Else zusammen mit ihrer Schwester Thekla Handball. Else Kaufmann arbeitete als Hausangestellte, ab 1939 musste sie dann Zwangsarbeit leisten. Am 27. Oktober 1941 wurde sie mit ihren Eltern, Geschwistern und dem vierjährigen Neffen Herbert in das Ghetto von Litzmannstadt (Łódź) deportiert. Im Ghetto schrieb der mit dem gleichen Transport vom 27. Oktober 1941 deportierte Max Abraham am 5. Dezember 1941 in einer Postkarte an das Ehepaar Strauß in Mönchengladbach: „Wir sind mit vielen Verwandten und Freunden zusammen, […] auch mit der großen Familie Kaufmann. Else’s Fleiß hat auch hier nicht nachgelassen.“ Else Kaufmann wurde mit ihrer Mutter, ihren Geschwistern Ernst und Thekla und dem kleinen Herbert im September 1942 aus dem Ghetto von Łódź „ausgewiesen“ und am nächsten Tag in Chełmno ermordet. (Quelle: Stadtarchiv Willich) |
| Schulstraße 2 ·         | 6. Feb. 2012   | Hier wohnte Ernst Kaufmann Jg. 1919 Deportiert 1941 Lodz/Litzmannstadt Ermordet Sept. 1942 Chelmno/Kulmhof                                       |      | Ernst Kaufmann wurde am 14. Februar 1919 (eine andere Quelle nennt „1910“ als Geburtsjahr) in Schiefbahn als Sohn des Ehepaares Siegmund und Josephine Kaufmann, geb. Kamp geboren. Er absolvierte 1924 in Viersen eine Lehre als Kaufmann und arbeitete später als Manufakturwarenhändler. Er wohnte bei seinen Eltern in der Schulstraße 2 in Schiefbahn. Um 1936 herum spielte er in Mönchengladbach Handball und betreute die Handball-Frauenmannschaft seiner Schwestern Thekla und Else, bis der Verein von den Nazis verboten wurde. In Folge der Reichspogromnacht wurde er wie zahllose weitere männliche Juden vom 17. November 1938 bis zum 10. Januar 1939 in Dachau inhaftiert. Nach seiner Freilassung musste er dann als landwirtschaftlicher Arbeiter Zwangsarbeit leisten. Er wurde am 27. Oktober 1941 mit seinen Eltern und Geschwistern in das Ghetto von Łódź deportiert. Im September 1942 wurde Ernst Kaufmann mit seiner Mutter, seinen Schwestern Else und Thekla sowie seinem Neffen Herbert aus dem Ghetto ins Vernichtungslager Chelmno gebracht und dort am nächsten Tag ermordet. (Quelle: Stadtarchiv Willich) |
| Schulstraße 2 ·         | 6. Feb. 2012   | Hier wohnte Friedrich Kaufmann Jg. 1912 Deportiert 1941 Lodz/Litzmannstadt befreit/überlebt                                                      |      | Friedrich Kaufmann lebte bei seinen Eltern im Haus Schulstraße 2 in Schiefbahn und erlernte den Beruf des Elektrikers. Am 27. Oktober 1941 wurde er mit seinen Eltern Siegmund und Josefine Kaufmann, geb. Kamp und den Geschwistern in das Ghetto von Łódź deportiert. Im März 1943 heiratete er im Ghetto Betta Schwimmer (* 19.04.1922). Sie stammte gebürtig aus Łódź, hatte aber mit ihrer Familie lange in Duisburg gelebt. Fritz Kaufmann wurde am 27. August 1944 zusammen mit seiner Frau aus dem Ghetto in das Konzentrationslager Auschwitz gebracht. Hier trennten sich ihre Wege. Wenig später wurde er nach Dachau gebracht, das dortige Konzentrationslager erreichte er am 1. September 1944. Er überlebte bis Kriegsende und wurde in Bad Tölz von den Amerikanern befreit. Zunächst kehrte er am 14.06.1945 nach Schiefbahn in sein Elternhaus zurück. Hier heiratete er 1946 die Jüdin Mina Markowicz, die mit gefälschten Papieren als Fremdarbeiterin nach Deutschland zwangsverpflichtet worden war. Fritz Kaufmann wanderte im September 1950 mit seiner Frau nach Philadelphia aus und lebte seit 1951 in New York. Dort führte er zusammen mit seiner Frau eine Cafeteria. 1975 besuchte er im Rahmen eines Besuchsprogramms für ehemalige jüdische Bürger seine Heimatstadt. Am 14. September 1997 starb Fritz Kaufmann. (Quelle: Stadtarchiv Willich) |
| Schulstraße 2 ·         | 6. Feb. 2012   | Hier wohnte Josefine Kaufmann Geb. Kamp Jg. 1878 Deportiert 1941 Lodz/Litzmannstadt Ermordet Sept. 1942 Chelmno/Kulmhof                          |      | Josephine Kamp wurde am 4. Dezember 1878 als Tochter des Handelsmanns und Viehhändlers Falk Kamp und dessen Frau Theodore in Kommern, Kreis Euskirchen, geboren. Die Familie zog später nach Mechernich, wo ihrem Vater das Haus Wingert 306 gehörte. Josephine Kaufmann kümmerte sich nach ihrer Heirat mit Siegmund Kaufmann um den Haushalt und ihre Familie. Sie bekam fünf Kinder: Thekla (* 1907), Elisabeth Herta (* 1908), Ernst (* 1910) und Fritz (* 1912) hervor. Eine weitere Tochter, Ruth-Lotte, starb im Kleinkindalter. Am 26. Oktober 1941 wurde sie mit ihrer Familie von Schiefbahn nach Düsseldorf gebracht und am nächsten Tag in das Ghetto von Litzmannstadt/Łódź deportiert. Dort mussten sie mit insgesamt 66 Personen im Zimmer 6 der Kollektivunterkunft Fischstraße 21 leben. Den Tod ihres Ehemanns Sally am 13. Juli 1942 überlebte Josephine Kaufmann nur um wenige Wochen. Sie wurde am 8. September 1942 mit ihren Kindern Ernst, Else und Thekla und ihrem kleinen Enkel Herbert aus dem Ghetto Litzmannstadt nach Chelmno gebracht und dort am nächsten Tag ermordet. Ihr Bruder Abraham Kamp wurde 1942 in Theresienstadt umgebracht. (Quelle: Stadtarchiv Willich) |
| Schulstraße 2 ·         | 6. Feb. 2012   | Hier wohnte Siegmund Kaufmann Jg. 1878 Deportiert 1941 Lodz/Litzmannstadt Tot 13.7.1942                                                          |      | Siegmund Kaufmann, genannt Sally wurde am 06.04.1878 als Sohn des Handelsmannes Hermann Kaufmann und seiner Frau Regina Josephs in Schiefbahn geboren. Er hatte einen Bruder namens Gustav und die Schwestern Ella und Theodora. Die Zwillingsbrüder Samuel und Jacob waren ein Jahr vor seiner Geburt im Kindbett verstorben. Siegmund Kaufmann wurde Landwirt und Viehhändler. 1906 heiratete er Josephine Kamp. Aus dieser Ehe gingen die Kinder Thekla (* 1907), Elisabeth Herta (* 1908), Ernst (* 1910) und Fritz (* 1912) hervor. Eine weitere Tochter, Ruth-Lotte, starb im Kleinkindalter. Die Familie Kaufmann lebte in Schiefbahn im Haus Hochstraße 25 später dann in der Schulstraße 2. 1938 wurde Siegmund Kaufmann untersagt, sein Gewerbe als Viehhändler weiter auszuüben. Stattdessen musste er Zwangsarbeit verrichten, sein Arbeitsbuch trug die Nummer 182/88317. Am 26. Oktober 1941 wurde er mit seiner Familie von Schiefbahn nach Düsseldorf gebracht und am nächsten Tag in das Ghetto von Litzmannstadt/Łódź deportiert. Dort mussten sie mit insgesamt 66 Personen im Zimmer 6 der Kollektivunterkunft Fischstraße 21 leben. Der Zimmernachbar Max Abraham aus dem „Düsseldorfer Kollektiv“ berichtete in einer Postkarte an das Ehepaar Josef Strauss in Mönchengladbach: „Wir sind mit vielen Verwandten und Freunden zusammen, natürlich ununterbrochen mit meiner Schwester, auch mit der großen Familie Kaufmann.“ Die für den 11. Mai 1942 vorgesehene Deportation mit dem VIII. Transport in das Vernichtungslager Chełmno konnte Siegmund Kaufmann dank seiner Frontkämpferauszeichnung aus dem Ersten Weltkrieg für sich und seine Familie abwenden. Am 17. Mai 1942 zog die Familie gemeinsam innerhalb des Ghettos in die Wohnung 2 in der Sperlinggasse 16. Dort starb Siegmund Kaufmann am 13. Juli 1942. Seine Frau, die Kinder Thekla, Ernst und Elisabeth sowie Enkelsohn Herbert wurden noch im selben Jahr in Chelmno ermordet, seine Schwestern Theodora und Ella im Ghetto Riga. (Quelle: Stadtarchiv Willich) |
| Tupsheide 3 ·           | 4. Juni 2014   | Hier wohnte Sophie Rübsteck Geb. Kracko Jg. 1893 Flucht 1939 Holland Versteckt gelebt Befreit/Überlebt                                           |      | Sophie Rübsteck wurde als Tochter von Philipp und Henriette Kracko am 13. Januar 1893 in St. Tönis geboren. Sie heiratete 1921 den Viehhändler Georg Rübsteck aus Schiefbahn und zog zu ihrem Ehemann an den Alten Markt, heute Tupsheide. Sophie und Georg hatte zwei Kinder. Heinz Hermann, der schon kurz nach der Geburt 1921 starb, und Margot Hilde, die 1923 geboren wurde. Nach dem Tod ihres Mannes, der 1935 tödlich verunglückte, versuchte Sophie nach Uruguay zu emigrieren, was aber nicht gelang. Sie verkaufte das Haus mit Hof, Hausgarten, Stallgebäude, Waschküche und Kuhstall und flüchtete mit ihrer Tochter Margot am 23. Mai 1939 nach Den Haag. In den Niederlanden konnten sie bis Kriegsende mit gefälschten Papieren untertauchen und so der Verfolgung durch die Nazis entkommen. Mit ihrer Tochter Margot und deren Familie lebte sie bis zu ihrem Tod am 29. August 1980 in Amersfoort in den Niederlanden. (Quelle: Stadtarchiv Willich) |
| Tupsheide 3 ·           | 4. Juni 2014   | Hier wohnte Margot Hilde van Praag Geb. Rübsteck Jg. 1923 Flucht 1939 Holland Versteckt gelebt Befreit/Überlebt                                  |      | Margot Hilde Rübsteck kam am 23. Oktober 1923 als Tochter des Viehhändlers Georg und seiner Frau Sophie Rübsteck, geb. Kracko in Schiefbahn zur Welt. Sie ging in Schiefbahn auf die Katholische Volksschule und wechselte im Oktober 1934 auf das Städtische Lyzeum und Realgymnasium (heute: Ricarda-Huch-Gymnasium) in Krefeld. Zeitzeuge Rudi Tillmanns kann sich noch gut an Margot erinnern, mit der er gemeinsam mit der Straßenbahn nach Krefeld zur Schule fuhr: „Das war ein intelligentes und hübsches Mädchen, aber sehr zurückhaltend!“ Margot hatte gute Schulnoten. Das half ihr aber nichts, denn nach der Pogromnacht 1938 durfte sie nicht mehr in die Schule nach Krefeld gehen. Mit ihrer Mutter hat sie die Pogromnacht in Schiefbahn erlebt. „Ich war damals 15 Jahre alt, ein schreckliches Erlebnis. Darum so schrecklich, weil es Schiefbahner waren, die alles kurz und klein geschlagen haben. Leute, die meine Eltern ihr ganzes Leben lang kannten.“, schrieb sie 1988 in einem Brief an Sandra Neffgen, eine Schülerin des St.-Bernhard-Gymnasiums in Schiefbahn. 1939 flüchtete sie mit ihrer Mutter in die Niederlande. Dort wurden sie von Freunden vor den Nazis versteckt und am Kriegsende befreit. 1983 besuchte Margot mit ihrem Mann Jan van Praag wieder ihren Heimatort. sie starb am 26. November 2013 in Amersfoort. Ihr Sohn George nahm 2012 an der Verlegung der Stolpersteine für die Familie Albert Rübsteck und der Benennung der Rübsteckstraße in Schiefbahn. (Quelle: Stadtarchiv Willich) |
| Willicher Straße 9 ·    | 4. Juni 2014   | Hier wohnte Sara Kaufmann Jg. 1854 Deportiert 1942 Theresienstadt Ermordet 16.8.1942                                                             |      | Sara Kaufmann (geb. 22.04.1854), die in Folge einer Lähmung ans Bett gefesselt war, lebte bei ihrem jüngeren Bruder Jakob Kaufmann im Haus Willicher Straße 7 (heute Hausnummer 9). Als Jakob Kaufmann 1938 starb, betreute die Hausangestellte Frau Wienands Sara Kaufmann weiterhin. Die Gemeindeverwaltung machte deshalb Schwierigkeiten, sie bekam nur eine gesonderte Lebensmittelkarte, wie Juden (mit erheblich kleineren Rationen). Als sie sich deswegen auf dem Amt beschwerte, wurde ihr gesagt, sie habe keinen Anspruch auf eine andere Karte, solange sie nicht den Dienst bei der Jüdin aufgebe. Frau Winands weigerte sich, darauf einzugehen, und blieb bei Sara Kaufmann, bis diese, 88-jährig, am 25. Juli 1942 mit dem Transport VII/2, Nr. 596 ins KZ Theresienstadt deportiert wurde. Dort starb sie schon nach wenigen Tagen entkräftet am 16. August 1942. (Quelle: Stadtarchiv Willich) |
| Willicher Straße 19 ·   | 4. Juni 2014   | Hier wohnte Lina Wallach Jg. 1881 Deportiert 1941 Riga Ermordet                                                                                  |      | Lina Wallach wurde am 13. November 1881 als älteste Tochter des Handelsmannes Lazarus Wallach und seiner Frau Sophia, geborene Löwenstein, im Haus Willicher Straße 19 geboren. Sie erlernte keinen Beruf und blieb unverheiratet. Kurz vor ihrer Deportation musste sie noch aus ihrem elterlichen Haus ausziehen und wohnte zuletzt bei Familie Wallach-Schönewald auf der Königstraße. Sie wurde am 11. Dezember 1941 mit ihrer Schwägerin Hulda Wallach, ihrer Nichte Klara Schönewald, deren Mann Otto und dem kleinen Bruno Schönewald von Schiefbahn über Düsseldorf nach Riga deportiert. Wann und wie sie in Riga umgekommen ist, bleibt ungeklärt. Mit dem gleichen Transport wurde auch die fünfköpfige Schiefbahner Familie Albert Rübsteck, von der Willicher Straße 7 aus nach Riga deportiert. (Quelle: Stadtarchiv Willich) |
| Willicher Straße 19 ·   | 4. Juni 2014   | Hier wohnte Siegfried Wallach Jg. 1888 'Schutzhaft’ 1938 Dachau Flucht 1939 Belgien Interniert 1940 Drancy Deportiert 1942 Ermordet in Auschwitz |      | Siegfried Wallach wurde als jüngster Sohn von Lazarus und Sophia Wallach am 05.11.1888 in Schiefbahn geboren. Er war Handelsmann und blieb unverheiratet. Nach der Pogromnacht wurde er am 17. November 1938 in Schiefbahn verhaftet, in Anrath inhaftiert und anschließend im KZ Dachau interniert. Erst am 3. Januar 1939 wurde er, schwer geschunden, wieder aus Dachau entlassen. Zu diesem Zeitpunkt muss wohl der Gedanke an Flucht gekommen sein. Bis zu seiner Flucht lebte er im elterlichen Haus auf der Willicher Straße. Nach Aussage seiner Schwester Lina bei der Polizei in Schiefbahn hat Siegfried schon am 2. Oktober 1939 die elterliche Wohnung in Schiefbahn verlassen, um angeblich einen Vetter in Sinzenich/Eifel zu besuchen. Dort ist er nie eingetroffen. Wahrscheinlich ist er direkt nach Brüssel geflohen. Im Mai 1940 wurde er in Belgien verhaftet und vom 10. bis 15. Mai in Saint-Cyprien in Südfrankreich interniert. Von dort wurde er in das Sammellager Drancy, nordöstlich von Paris verschleppt und wahrscheinlich am 26. August 1942 nach Auschwitz deportiert. Ob er auf dem Weg dorthin oder in Auschwitz ermordet wurde, ist ungeklärt. (Quelle: Stadtarchiv Willich) |
| Willicher Straße 19 ·   | 4. Juni 2014   | Hier wohnte Sophie Wallach Geb. Löwenstein Jg. 1853 Deportiert 1942 Theresienstadt Ermordet 21.9.1942 Treblinka                                  |      | Sophie Löwenstein wurde am 28.08.1853 in Ahaus in Westfalen geboren. Am 10.10.1928 heiratete sie Lazarus Wallach aus Schiefbahn. Das Ehepaar hatte sechs Kinder: David, Gustav, Lina, Isidor, Klara und Siegfried. Vater Lazarus Wallach starb schon 1928, Sohn Gustav, genannt „Jüdde-Justav“ 1933. 1937 flüchteten die Söhne Isidor nach Chile und Siegfried nach Brüssel. Tochter Klara heiratete den Düsseldorfer Albert Rosenberg und verzog mit ihm und ihrem Sohn Ben nach Düsseldorf. 1941 starb David, der älteste Sohn von Lazarus und Sophie. Er hatte ein Haus auf der Königstraße gebaut. Seine Frau Hulda Wallach, geb. Frenkel wurde mit ihrer Tochter Klara, deren Ehemann Otto Schönewald und dem kleinen vierjährigen Enkel Bruno gemeinsam mit Schwägerin und Tante Lina Wallach (* 13. November 1881) am 11. Dezember 1941 nach Riga ins Ghetto deportiert – alle wurden in Riga ermordet. Sophie Wallach, die alleingeblieben noch in Schiefbahn lebte, wurde im April 1942 nach Düsseldorf-Grafenberg in ein jüdisches Altersheim gebracht. Dort hatte ihre Tochter Klara Rosenberg mit ihrem Mann Albert bis zu deren Deportation im November 1941 nach Minsk, gearbeitet. Am 21. Juni 1942 wurde Sophie Wallach mit 88 Jahren noch mit dem Transport VII/1 DA 70 von Düsseldorf nach Theresienstadt deportiert. Am 21. September 1942 wurde sie in Treblinka ermordet. Erst 1950 wurde sie für tot erklärt. Sohn Isidor und Enkel Ben Rosenberg, der in die USA flüchten konnte, sind die einzigen Überlebenden dieser Familie. (Quelle: Stadtarchiv Willich) |

### StadtteilWillich
| Adresse        | Verlege- datum | Person, Inschrift                                                                                 | Bild | Anmerkung |
| -------------- | -------------- | ------------------------------------------------------------------------------------------------- | ---- | --- |
| Bahnstraße 9 · | 4. Dez. 2014   | Hier wohnte Albert Lion Jg. 1879 Deportiert 1941 Riga Ermordet 1943                               |      | Albert Lion war das älteste Kind des Willicher Juden Abraham Lion und seiner Frau Rosetta Metzger. Er heiratete Karoline Klein aus Rheydt und hatte mit ihr zwei Kinder: Ernst (* 1921) und Ruth (* 1926). Albert Lion betrieb im Haus Bahnhofstraße 9 eine Metzgerei. Seit April 1933 standen SA-Leute vor der Metzgerei und ließen keine Kunden mehr in das Geschäft. Am 17. November 1936 wurde die Metzgerei behördlicherseits geschlossen, nachdem vorher ein denunzierender Artikel in der Willicher Volkszeitung über angeblich unhygienische Zustände erschienen war. Während der Pogromnacht wurde das Haus der Familie Lion von SA-Männern gestürmt, die alle Bewohner verprügelten und das Inventar zerstörten. Albert Lion wurde zwar verhaftet, aber nicht nach Dachau gebracht. Während die Kinder 1939 nach London emigrierten, blieben Albert und Karoline Lion in Willich. Das Ehepaar wurde am 11. Dezember 1941 nach Riga deportiert. Dort ist er zwei Jahre später unter ungeklärten Umständen verstorben. Auch seine Frau überlebte den Holocaust nicht. (Quelle: Stadtarchiv Willich) |
| Bahnstraße 9 · | 4. Dez. 2014   | Hier wohnte Arthur Lion Jg. 1870 Deportiert 1942 Theresienstadt Tot 8.1.1943                      |      | Arthur Lion (geb. 22.10.1870) war das älteste von sieben Kindern von Hermann Lion und Karolina Metzger. Er heiratete die aus Aurich stammende Rosalie Samson und hatte mit ihr zwei Kinder: Hans (* 1908) und Else (* 1911). Arthur Lion war von Beruf Viehhändler, er wohnte im heutigen Haus Bahnstraße 11, seinen Viehhandel betrieb er im Nachbarhaus seines Onkels Abraham. In dem Buch „Fountain of the Crossroads“ beschreibt sein Neffe Ernst Lion das Leben bei den Lions: „Onkel Arthur und seine Familie lebten im Haus meiner Großeltern. Ich verbrachte meine Sommerferien dort und liebte es, bei Ihnen zu wohnen. Es gab einen großen Stall für die Kühe und das Pferd, darüber einen Heuboden. Außerdem einen großen, schattigen Garten mit hochgewachsenen Obstbäumen und einem kleinen umrankten Gartenhäuschen. Meine Großmutter Lina, die immer noch im Dachgeschoss wohnte, hatte einst diese Bäume gepflanzt. so nannten wir diese wunderbare kleine Idylle stets Omas Garten. Ich half ihr dabei, die Kühe zu melken und war besonders dankbar, wenn Onkel Arthur mir erlaubte, das Pferd Bobbie zu reiten. Was für eine wunderschöne Zeit hatte ich damals in den Sommerferien“. (Quelle: Stadtarchiv Willich) |
| Bahnstraße 9 · | 4. Dez. 2014   | Hier wohnte Else Buxton Geb. Lion Jg. 1911 Flucht 1939 England                                    |      | Else Lion wurde 1911 in Willich als Tochter des Juden Arthur Lion und seiner Frau Rosalie Samson geboren. Der Vater betrieb im Haus Bahnstraße 9 einen Viehhandel. Else war ein lebenslustiges Mädchen und hatte dementsprechend im Dorf viele Freunde, so beim Turnverein und beim Männerquartett. Durch die Machtübernahme der Nationalsozialisten änderte sich ihr Leben komplett: „Das Jahr 1933 begann wie immer - Handball am Sonntag, Karneval wie immer. Doch dann kam das SA-Lager in Fichtenhain und alles änderte sich, meine besten Freunde waren auf einmal bange mit mir zu sprechen, sie wollten es nicht gerade so sagen, aber ich war nicht mehr erwünscht, und auf einmal war ich ausgestoßen – und so alleine“. 1937 zog Else nach Frankfurt/Main. Dort lernte sie den aus Gelnhausen stammenden Alfred Buxbaum kennen und verliebte sich in ihn. In der Reichspogromnacht wurde Alfred als „Aktionsjude“ verhaftet und nach Buchenwald verschleppt. Von den dort erlittenen Misshandlungen sollte er sich nie wieder erholen. Anfang 1939 kam Alfred wieder frei, erhielt aber die Auflage, innerhalb eines Monats auszureisen. Ein alter Freund arrangierte die Emigration der beiden nach England. Noch einmal kehrte Else nach Willich zurück, um sich von ihren Eltern zu verabschieden. Am 13. Juni verließen Else und Alfred Deutschland. Über London kamen sie nach Bristol und heirateten dort. Das Ehepaar änderte seinen Namen von Buxbaum in Buxton. 1956 starb Alfred, gerade einmal 46 Jahre alt, an den Folgen der Misshandlungen in Buchenwald. In jenem Jahr besuchte Else mit ihren Kindern erstmals nach dem Krieg wieder Willich und wohnte bei ihrer Tante „Detta“ (Rosette) in Krefeld. Sie starb 1995 in Worcester/England. (Quelle: Stadtarchiv Willich) |
| Bahnstraße 9 · | 4. Dez. 2014   | Hier wohnte Ernst Max Lion Jg. 1921 Flucht 1939 England                                           |      | Ernst Lion wurde 1921 in Willich als Sohn des Juden Albert Lion und seiner Frau Karoline Klein geboren. Die Eltern betrieben im Haus Bahnstraße 9 eine Metzgerei, so dass Ernst nach dem Schulabschluss 1935 auch im väterlichen Betrieb das Metzgerhandwerk lernte. 1937 musste der Vater auf Druck der NS-Behörden seine Metzgerei schließen. Die Eltern beschlossen, dass Ernst seine Ausbildung in Rheydt abschließen sollte. Da er dort anschließend keine Anstellung als Geselle fand, arbeitete er als Landarbeiter, zuerst in Willich, dann in Büttgen. 1939 konnte der 18-Jährige noch nach England ausreisen. Möglich machten das die deutschstämmige Familie Wexler, bei der seine Schwester Ruth untergekommen war. Als der Krieg ausbrach wurde er – wie alle emigrierten deutschen Juden – zum „feindlichen Ausländer“ erklärt. Im Mai 1940 ließ die britische Regierung sämtliche deutsche Emigranten internieren – sie wurden nun wie Kriegsgefangene behandelt. Ernst Lion wurde mit einem Zug nach Liverpool gebracht und bestieg dort mit rund 2.500 Emigranten aus Deutschland und Österreich den ehemaligen Truppentransporter „Dunera“, der sie nach Australien bringen sollte. Am 7. September 1940 wurden die Gefangenen in Sydney ausgeschifft und mit Zügen in das Lager Camp Hay gebracht. Als Metzger arbeitete Ernst Lion dort in der Küche. Die Bedingungen verbesserten sich bald, zumal die britische Regierung erkannte, dass sie mit der Internierung der Emigranten einen schweren Fehler begangen hatte. Nun wurden sogar Offiziere in die Lager geschickt, um Soldaten für die Armee zu rekrutieren. Ernst nahm das Angebot an, da er gerne seine Schwester wiedersehen wollte. Am 29. November 1941 kehrte er zurück nach England. Nach einigen Monaten im Pionierkorps stellte Ernst Lion den Antrag, zu einer kämpfenden Einheit versetzt zu werden. Vier Tage nach dem D-Day wurde er in die Normandie verschifft und diente bis zum Kriegsende in der Armee. 1950 eröffnete er im Londoner Ortsteil Clapton eine koschere Metzgerei. Er starb 2012. (Quelle: Stadtarchiv Willich) |
| Bahnstraße 9 · | 4. Dez. 2014   | Hier wohnte Hans Lion Jg. 1908 Flucht 1935 England 1938 Australien                                |      | Hans Lion wurde 1908 in Willich als ältestes Kind des Juden Arthur Lion und seiner Frau Rosalie Samson geboren. Der Vater betrieb im Haus Bahnstraße 9 einen Viehhandel. Hans studierte in Bonn Jura, musste aber nach der Machtübernahme durch die Nationalsozialisten sein Studium aufgeben. In der Folgezeit war er als Rechtskonsulent in Willich tätig und erregte damit die Gemüter sämtlicher lokaler Behörden. So heißt es in einem Monatsbericht der Gemeinde an den Landrat: „Die Tätigkeit des Referendars a.D. Hans Lion als Rechtskonsulent hat einen nicht unerheblichen Aufschwung genommen. Neuerdings tritt er schon bei Behörden mit einiger Dreistigkeit auf, um die Belange seiner Klienten zu verfechten.“ Im Oktober 1935 gab Hans aufgrund der fortgesetzten Schikanen der Behörden auf und meldete sein Gewerbe ab. Noch im gleichen Jahr emigrierte er nach London. Da er dort nicht als Jurist arbeiten konnte, war er auf die finanzielle Unterstützung der Association of Jewish Refugees angewiesen. Diese vermittelte ihm eine Ausbildung zum Polsterer, später arbeitete er in der Herstellung von Flugzeugsitzen. Da Flüchtlinge zu diesem Zeitpunkt nur drei Jahre in England bleiben durften, musste sich Hans Lion bald eine neue Heimat suchen – er entschied sich für die Auswanderung nach Australien, wo er am 15. März 1938 ankam. Wenig später folgte seine Verlobte Grete Rosenthal, die er am 19. August in Newcastle, New South Wales heiratete. Hans fand bald eine Anstellung als Polsterer und gründete wenig später eine eigene Polsterei. Er starb am 31. Mai 1979 und wurde auf dem Rookwood Cemetery in Sydney bestattet. (Quelle: Stadtarchiv Willich) |
| Bahnstraße 9 · | 4. Dez. 2014   | Hier wohnte Karoline Lion Geb. Klein Jg. 1892 Deportiert 1941 Riga-Jungfernhof Ermordet Nov. 1943 |      | Die aus Rheydt stammende Karoline Klein heiratete 1920 den Willicher Arthur Lion. Das Ehepaar hatte zwei Kinder: Ernst (* 1921) und Ruth (* 1926), die Familie lebte im Haus Bahnstraße 9. Die Ereignisse der Pogromnacht 1938 bestärkten Karoline Lion in der Ansicht, dass die Kinder in Sicherheit gebracht werden mussten. So bereitete ihre in London lebende Schwester umgehend die Emigration der Kinder vor – im Januar 1939 verließ Ruth Lion Willich und kam mit einem Kindertransport nach England. Dort lebte sie bei der jüdischen Familie Wexler. Es waren auch die Wexlers, die die benötigten 100 Pfund stellten, damit auch Ruths Bruder Ernst im Juni 1939 nach England emigrieren konnte. Karoline Lion und ihr Mann blieben in Deutschland. Sie wurden am 11. Dezember 1941 nach Riga deportiert. Im November 1943 ist sie in Riga-Jungfernhof unter ungeklärten Umständen verstorben. Ruth Lion ging 1946 in die USA und lebte bis zu ihrem Tod 1986 in Iowa. Ernst Lion wurde bei Kriegsausbruch interniert und musste für neun Monate nach Australien. Anschließend trat er der Army bei und kämpfte dort bis zum Kriegsende. 1950 eröffnete er eine Metzgerei im Londoner Ortsteil Clapton. Er starb im Frühjahr 2012. (Quelle: Stadtarchiv Willich) |
| Bahnstraße 9 · | 4. Dez. 2014   | Hier wohnte Rosette Lion Geb. Metzger Jg. 1857 Deportiert 1941 Theresienstadt Tot 15.1.1943       |      | Rosette Lion wurde am 15.06.1857 als jüngstes Kinder von Michael und Rachel Metzger in Willich geboren. 1878 heiratete sie den in aus stammenden Metzgermeister Abraham Lion, mit dem sie vier Kinder hatte: Ernst fiel 1917 an der Westfront, Josefine starb 1927 in Barmen, Ludwig heiratete Else Weinberg und emigrierte mit ihr nach Amerika. Albert schließlich führte die väterliche Metzgerei an der Bahnstraße weiter. Abraham Lion starb 1933. Er war in Willich ein hochgeachteter Mann, unter anderem als Vorstand der Freiwilligen Feuerwehr und Grenadier im Schützenverein. Er wurde unter großer Anteilnahme der Willicher Bevölkerung beerdigt. Rosette lebte in der Folgezeit bei ihrem Sohn und dessen Familie. Am 25. Juli 1942 wurde sie zusammen mit ihrem Neffen Arthur und ihrer Nichte Rosette nach Theresienstadt deportiert. Dort starb sie am 15. Januar 1943. Als Todesursache wurde Altersschwäche attestiert. Auch ihr Sohn Albert und dessen Ehefrau Karoline überlebten den Holocaust nicht. (Quelle: Stadtarchiv Willich) |
| Bahnstraße 9 · | 4. Dez. 2014   | Hier wohnte Ruth Rogers Geb. Lion Jg. 1926 Flucht 1939 England                                    |      | Ruth Lion wurde 1926 in Willich als Tochter des Juden Albert Lion und seiner Frau Karoline Klein geboren. Der Vater betrieb im Hause Bahnstraße 9 eine Metzgerei. Ruth musste im Herbst 1936 die Katholische Volksschule verlassen. Anschließend besuchte sie eine Zeit lang die Jüdische Schule in Krefeld, bis diese aus Platzgründen nur noch Krefelder Schülern vorbehalten blieb. Den Ausschlag für die sofortige Emigration waren die Ereignisse der Pogromnacht. Eine in England lebende Tante hatte dort zahlreiche Kontakte geknüpfte und konnte Ruths Ausreise in die Wege leiten. Im Januar 1939 brachte Karoline Lion ihre Tochter bis zur holländischen Grenze, der Abschied dort sollte für immer sein. Anschließend brachte sie ein Kindertransport nach England. Ruth kam zu den Wexlers, einem deutschstämmigen jüdischen Lehrer-Ehepaar, das es sich zur Aufgabe gemacht hatte, möglichst vielen jüdischen Kindern die Ausreise nach England zu ermöglichen und dort für sie Gasteltern zu finden. Nach dem Krieg ging sie in die USA und lebte dort anfangs in Chicago bei einer Tante. Dort lernte sie den ebenfalls deutschstämmigen Juden Fred Rogers kennen und heiratete ihn. Anfang der 1960er Jahre zog die Familie nach Cedar Rapids im Bundesstaat Iowa, wo Ruth als Erziehungsberaterin an einem College arbeitete. Sie starb 1986. (Quelle: Stadtarchiv Willich) |